# Carnaval da cidade de São Paulo
O Carnaval de São Paulo é a uma festa de momo realizada na cidade de São Paulo, no estado brasileiro homônimo. É composto pelo desfile das escolas de samba no sambódromo do Anhembi, bailes em clubes e blocos de rua. Atualmente, é considerado um dos maiores e mais importantes eventos populares do Brasil, sendo reconhecido como Patrimônio Cultural do Brasil e Patrimônio Imaterial do Estado pelo Conselho de Defesa do Patrimônio Histórico, Arqueológico, Artístico e Turístico (CONDEPHAAT).

## História
O Carnaval teve sua origem como uma brincadeira onde as pessoas atiravam água e outros líquidos entre si, existente desde o século XV.  A partir dai ele se desenvolveu e tomou formas diferentes nos diversos lugares em que se disseminou e floresceu. Em São Paulo, sob forte influência das populações que migravam do campo para a cidade e com o contexto da crise da economia cafeeira, foi a população resultante do êxodo rural causado pela crise do café que desencadeou o início do Carnaval de São Paulo
As comemorações carnavalescas e o próprio samba diferenciam um pouco da cidade do Rio de Janeiro para a cidade de São Paulo, exceto por uma nítida diferença de andamento da candência do som, ou seja, a grosso modo, de velocidade, de tempo da música. O sambista paulista, acostumado à árdua vida nas lavouras de café e migrando para a cidade para realizar o trabalho operário, fazia o que Plínio Marcos denominou de "samba de trabalho, durão, puxado para o batuque", contrastando com o lirismo e a cadência do samba carioca. Além disso, o samba paulistano era decisivamente influenciado por outros ritmos fortemente percussivo, como o jongo-macumba, também conhecido por Caxambú. Data dessa época o início da relação entre o Carnaval e o direito: a repressão policial sofrida pelos sambistas, feita de forma dura e sem critério. Os sambistas, não só no Carnaval, mas durante todo o ano, eram vistos como marginais e duramente perseguidos pelas autoridades. Na periferia marginalizada de uma São Paulo em construção, o som dos batuques anunciava uma cultura imigrante que mais tarde influenciaria a cultura brasileira de forma definitiva.
Na data de 1885, ocorreu a primeira intervenção da Prefeitura Municipal de São Paulo no Carnaval, promovendo o primeiro desfile carnavalesco dos cordões existentes à época.[carece de fontes?] Os cordões por longo tempo definiram a musicalidade da população operária paulistana, e neles é que se desenvolvia o samba paulistano. No entanto, as manifestações carnavalescas das classes menos abastadas, de forte influência negra, eram praticamente ignoradas pela grande imprensa da época, bem como pelo poder público, que por vezes as reprimia extensivamente.
Em 1914, foi criado o Cordão da Barra Funda, por Dionísio Barbosa, sendo este cordão um ancestral da Camisa Verde e Branco.  Ele morou no Rio de Janeiro, onde teve contato com as bandas militares e com carnavalescos que eram populares no século XX, só que os cordões carnavalescos paulistanos exibiam características peculiares. Na frente dos cordões vinha o Baliza, personagem responsável pela execução do malabarismo com bastões para abrir caminho para os demais componentes passarem por ali, além disso, ele também defendia o estendarte do grupo. As  características musicais eram a batucada, que ficava responsável pelo ritmo e era executada através dos instrumentos de percussão e sopro, dando destaque ao bumbo, e o choro, que ficam responsáveis pelo acompanhamento melódico e harmônico, além disso também tinha os instrumentos de corda.  Destacaram-se posteriormente outros como, Geraldinos, Mocidade do Lavapés, Ruggerone e Campos Elyseos, os maiores da cidade até então.

### Década de 1930
Foi instituída em 1933 a Taça Arthur Friendenreich pela Frente Negra Brasileira, com o objetivo de valorizar as agremiações de raiz africana,que era relacionada principalmente com as características rítimico-musicais e coreografias do samba, que até então eram excluídas dos certames oficiais. Dela participaram o Cordão da Barra Funda, Bloco do Boi, Cordão das Bahianas e Bloco da Mocidade. Em 1934, o mesmo concurso foi novamente realizado, sendo vencido pelo Vae-Vae.
Graças à influência da Rádio Nacional, que começara a transmitir os desfiles carnavalescos do Rio, nasce a Primeira de São Paulo, no ano de 1935, considerada a primeira escola de samba da capital paulista. Nesse ano, agremiações de cunho mais popular foram incluídas no Carnaval oficial da Prefeitura de São Paulo, que passou a oferecer local, arquibancadas, infraestrutura, além de apoiar e oficializar campeonatos através do Conselho dos Festejos Populares, Recreações e Divertimentos da Cidade, ou das federações. Nessa época, não havia ainda uma diferenciação clara em São Paulo entre cordões, blocos e escola de samba, que desfilavam competindo pelo mesmo certame.
Paralelamente, muitas agremiações já desfilavam pelas ruas da cidade. Já existiam nessa época os ranchos Mimosa, Príncipe Negro e Diamante Negro; os Cordões: Ruggerone, Campos Elyseos, Geraldinos, Baianas Paulista Marujos Paulistas, Vai-Vai, Cordão Camisas Verdes, Maricota, A.A. Bom Retiro, 13 de Maio, Sabratino, Barra Funda e Flor da Mocidade; os Blocos: Artistas de Cor, Caprichosos de São Paulo, 11 Irmãos Patriotas, Nossa Vida é Um Mistério, Enxada, Moderado e Roma; e as Escolas de Samba: Primeira de São Paulo, Desprezados da Penha, Grupo Regional Vim do Sertão e a Mocidade do Lavapés. Os desfiles começavam no Largo São Bento, desciam a Rua Libero Badaró e acabavam na Praça Patriarca ou no Largo do São Bento, de forma ainda corriqueira, onde as escolas, ranchos e cordões se apresentavam em um tablado, com uma mesa julgadora, e lá cantavam Marchinhas, e apresentavam suas fantasias. A Campeã foi a Mocidade do Lavapés e a Vice Campeã foi a Desprezados da Penha.

### Décadas de 1940 e 1950
A década de 1940 é marcada, pela afirmação dos Blocos, Cordões e Escolas. Outros integrantes se reuniam no Largo da Banana (Onde é atualmente o Memorial da América Latina), entre danças, jogos de pernada, e baralho, começava a se formar um movimento muito forte do samba paulistano naquele espaço. Na Zona Leste de São Paulo, no antigo Largo da Penha (onde se encontra a Igreja da Penha), também surgia um movimento muito parecido com o que havia no Largo da Banana, com os negros e brancos pobres da região. Mesmo com cerca de quatro escolas de samba ativas em São Paulo, os desfiles no Rio de Janeiro, começam a ser divulgados por todo Brasil, isso acaba fomentando e atraindo o interesse da população da cidade paulistana, que começa a agregar e abraçar os desfiles da capital.
Em 1940 nasce a E.S. Preto e Branco, e também e criada a agremiação E.S. Henrique Dias, que tinha a frente do comando o Pres. Aparecido Durval de Oliveira, a escola tinha sua sede na Rua São Joaquim nº129, Centro da Cidade. Durante esse período, também ganha força o colunista da Folha da Manhã "Lord Charuto" que fazia artigos contando sobre o samba paulista no jornal, além das instituições carnavalescas, apontando os favoritos e visitando os bairros onde se faziam desfiles, cortejos e bailes em geral. Em 1941 é criado o primeiro Grito de Carnaval, uma parceria do antigo Clube Roxy com a Primeira de São Paulo a frente dos festejos, acontecendo assim a primeira participação de uma escola de samba em um show de entretenimento, o grito foi transmitido pela Rádio Record para todo país, também sendo a primeira transmissão de uma escola de São Paulo em todo Território Nacional.
Durante o pré-carnaval acontece o primeiro concurso de Escolas de Samba, Blocos e Cordões, no dia 16 de fevereiro, realizado em homenagem ao Folha da Manhã (Atual Folha de S.Paulo), o desfile foi realizado no Largo do Arouche, no bairro da República. O desfile foi transmitido para toda Capital e Grande São Paulo pela antiga Rádio Kosmos. Outro fato curioso, que marcou o pré carnaval naquele dia foi a competição da campeã de 1940 do Carnaval Carioca a Portela, que veio à São Paulo, disputar uma espécie de Rio-SP de escolas de samba, organizado pela quermesse da "Casa do Ator", juntou com a Campeã de São Paulo, União Filme do Brasil. A escola do Rio trouxe figuras famosas como seu cofundador Paulo da Portela, e Heitor dos Prazeres além de Cartola famoso compositor da Mangueira, a escola Filme do Brasil tinha os sambistas Edgard da Filme e Durval Soares. A apresentação começa com a escola paulistana que conta com Edgard no microfone, segundo o jornal "Folha da Manhã" cantou vários sambas e era dono de uma voz valorosa. A Portela por sua vez canta o samba Pauliceia e o samba São Paulo, é aplaudida pelo público, que traz Heitor e Cartola ao microfone.
O resultado foi surpreendente, a escola União de Filme Brasil empata, e conquista talvez o maior resultado de uma escola até aquele momento. O Carnaval de São Paulo conquista seu primeiro grande resultado ao enfrentar de igual para igual uma escola do porte da Portela, multicampeã da época. O Carnaval do Povo (Como era chamado o concurso da prefeitura) fez vários torneios, em conjunto com Rádios e Imprensa da cidade, realizado no bairro do Bixiga, além do concurso, um dia antes foi realizado o desempate entre Filme do Brasil e Portela, houve tumulto devido a  tamanha repercussão e torcida que foi até à Casa do Ator acompanhar, segundo notícia, cerca de 5000 pessoas. Não houve resultado final divulgado infelizmente, porém fica mais um adendo a história do samba paulista que já atraia multidões as suas organizações e festas. No ano de 1941, o Torneio mais valoroso era o realizado na "Cidade Folia", onde a Rádio São Paulo e o C.C.R-SP (Clube dos Cronistas Radiofônicos de São Paulo) em conjunto com a FEPSC (Federação das Pequenas Sociedades Carnavalescas) realizava com total cobertura. Sendo assim então, em 1941 a verdadeira campeã do Carnaval paulistano foi o bloco do Clube Ruggerone, composto por italianos e brancos trabalhadores da Lapa. O Carnaval de 1942 tem seus primeiros suspiros ao começo de fevereiro, no dia 6 tem a "Primeira Batalha de Conffetti" , torneio realizado pelo CPCC e pela Prefeitura com o seu "Carnaval do Povo", na Praça Fernando Prestes, o carnaval passa a ser temático, as instituições são obrigadas a contar sobre alguma das 200 cidades paulistas que compunham até então o Estado.
O desfile percorreria a Fernando Prestes, passando pela Avenida Tiradentes e por fim a Rua Três Rios, onde estava instalada a tenda de julgadores, participaram as seguintes instituições: Campos Elíseos, Mocidade do Lavapés, Ideal Juventude do Ipiranga, Som de Cristal, Vai-Vai, SRBE Lavapés, Primeira de São Paulo, Henrique Dias, Morro dos Perdizes, União Filme do Brasil, Caipiras da Guaiauna (Região onde fica hoje a Estação Penha do metrô), entre outras instituições mais. O torneio transmitido pela Rádio Kosmos, e o concurso liderado por João Turco, acabou sendo um verdadeiro sucesso. Tendo como campeã a União Filme do Brasil, que começava a rivalizar com a Primeira de São Paulo, como a maior escola de samba da cidade. No dia 10 de fevereiro acontece mais um concurso do "Carnaval do Povo", dessa vez na Praça Santos Dumont, e a vencedora foi novamente a União Filme do Brasil, porém, nesse concurso especificamente houve uma divisão entre Corsos e Escolas de um lado, e de outro, Ranchos e Blocos, e o vencedor da então Taça Hoffman, foi a Geraldinos. No dia 12 ocorre o penúltimo concurso do "Carnaval do Povo" no Largo do Cambuci, e o vencedor foi o Som de Cristal. No dia 13 o ultimo acontece no Largo do Arouche, o vencedor foi o Cordão Geraldinos. Porém o desfile principal aconteceria na Rua do Lavapés. Organizado pelo presidente dos Cravos Vermelhos, a "Taça Paulista do Carnaval de 1942", seria o maior concurso da cidade até então. O certame foi vencido pela E.S Preto e Branco, que já era uma das maiores de São Paulo.
No início da década, o carnaval de São Paulo era pequeno, a escola que mais se destacava era a Lavapés. Em 1952 surge a Unidos de Vila Santa Isabel que, posteriormente, em 1964, mudaria seu nome para o atual: Acadêmicos do Tatuapé, fundada por Osvaldo Vilaça (o Mala), sobrinho de Mano Décio da Viola, um dos fundadores da Império Serrano do Rio de Janeiro. Em 1954, a Brasil de Santos foi convidada pelas escolas de São Paulo, graças a uma rixa que existia, de quem possuía o maior carnaval do estado, em termos de escola, e o que foi comprovado com a chegada da Brasil de Santos, fato que se repetiu em 1955 num empate com a Garotos do Itaim Paulista, em 1956 dois fatos que marcaram o samba paulista, o nascimento da Unidos do Peruche. E nesse mesmo ano as vencedoras num empate ferrenho vieram da Zona Leste, com a Garotos repetindo o caneco junto com a Nenê de Vila Matilde, nesse mesmo ano a "Águia Guerreira", (apelido carinhoso que os integrantes da Nenê chamam a agremiação), apresenta o primeiro samba-enredo, e uma letra construída falando da história de São Paulo. No ano seguinte foi a vez da Unidos do Peruche inovar, traz o primeiro casal de Mestre Sala e Porta Bandeira no Carnaval Paulistano. Entre 1958 e 1960 a Nenê conquista um tricampeonato.

### Década de 1960
Durante a década de 1960 várias agremiações mostram um crescimento, com grande destaque no cenário paulistano para a Unidos do Morro de Vila Maria (hoje Unidos de Vila Maria) e Unidos do Morro da Casa Verde (hoje Morro de Casa Verde), presididas por Xangô e Zezinho do Banjo respectivamente. No ano de 1965, o carnaval dá o primeiro passo à profissionalização: com a adesão de Moraes Sarmento, os desfiles passam a ser transmitidos e comentado nas rádios e ganham o respeito e espaço nas instituições de cultura da cidade. Em meados de 1967, o então prefeito José Vicente Faria Lima (carioca, nascido em Vila Isabel e apreciador de samba) regulariza os desfiles para a Avenida São João, e, em 1968, oficializa a festa assinando a Lei nº 7.100/67, destinada a regular a promoção do Carnaval pela Prefeitura Municipal de São Paulo, e regulamentada pelo Decreto nº 7.663/68. Nos três anos seguintes, mais um tricampeonato da Nenê de Vila Matilde.
Essa lei, juntamente com a criação da Secretaria de Turismo e Fomento e as atividades por esta promovida, encontrava-se num contexto de ampliação da atuação cultural da Municipalidade. Ainda como consequência desta política, foi idealizada no ano de 1968 e criada no ano de 1970 a Anhembi Turismo e Eventos da Cidade de São Paulo S/A, (hoje chamada de SPTuris) sociedade de economia mista de capital aberto, que atualmente tem 77% de suas ações em propriedade da Prefeitura Municipal de São Paulo. A Anhembi teria, no futuro, papel de destaque nas transformações e estruturações pelas quais passou o carnaval na cidade de São Paulo. A edição da lei acima referida iniciou o fenômeno denominado "oficialização do Carnaval". Embora aparentemente bem intencionada, a atuação da Prefeitura revelou-se desastrosa do ponto de vista cultural. Isso porque, embora o parágrafo único do artigo 1° da lei estipulasse vários investimentos públicos em infraestrutura para acomodar festejos em vários pontos da cidade, além de instituir verbas e premiações, na prática os recursos foram destinados unicamente a organizar o desfile das Escolas de Samba, decretando, pela falta de incentivo e recursos, o fim dos cordões e da ligação do Carnaval paulistano com suas raízes culturais, institucionalizando o carnaval paulistano.

### Década de 1970
Na década de 1970, chegam escolas "novas", a primeira foi a Mocidade Alegre, antes um bloco, presidida por Juarez da Cruz, passa por todos os grupos inferiores até que em 1971, recém-chegada ao Grupo 1, vence o carnaval e se torna tricampeã, surpreendendo a velha guarda do samba paulistano. Num jeito corsino de evolução, mais apresentando uma técnica completamente nova na construção de alegorias e fantasias, foi uma referência durante os anos em que venceu. O ano de 1972 foi marcante pela morte definitiva dos cordões: Vai-Vai, Camisa Verde e Branco, Paulistano da Glória, Fio de Ouro não recebem mais apoio da prefeitura, e graças ao reconhecimento pela grandiosidade no segmento que elas então participavam, as maiores campeãs (Vai-Vai, Camisa Verde e Branco e Fio de Ouro), recebem um convite para participar do desfile principal de escolas, e já no primeiro ano todas elas surpreendem, a ponto do Camisa Verde e Branco, acabar com a série da Mocidade Alegre, e conquistar um tetracampeonato entre 1974-1977, e a partir daí, o que se viu foi um domínio das escolas corsinas, em 1978 com o enredo "Na Arca de Noel, Quem Entrou Não Saiu Mais", o Vai-Vai vence e conquista seu primeiro título entre as escolas.
Em setembro de 1973, com objetivo de organizar um conselho das escolas de samba e participar da elaboração do carnaval de São Paulo junto à prefeitura, surge a UESP (União das Escolas de Samba Paulistanas) que iria organizar os concursos pela próxima década.
Já no ano de 1979, com o excelente samba "Almôndegas de Ouro", o Camisa Verde e Branco novamente se torna campeão, ratificando assim, o título de maior escola de samba da década de 1970, além desse marco histórico do Camisa, neste ano  a novata agremiação Pérola Negra com o enredo Carnaval, Intrigas e Opiniões conquista um honroso 5º lugar, ficando a frente da tradicional Rosas de Ouro. A escola da Vila Madalena conquistou no ano de 1979 sua melhor posição no Grupo Especial Paulistano. Outro fato que marcou foi a troca de passarela, saindo do Centro da cidade, passando para a Avenida Tiradentes em 1977, onde eram construídas arquibancadas que comportavam, ainda que com pouca infraestrutura, trinta mil pessoas. A pista então passava a ser maior com 732 m, e mais larga, forçando as escolas a "ziguezaguear" durante os desfiles, marcando um jeito de evoluir bem paulistano.
Outra vitória do Carnaval paulistano veio durante o programa Fantástico da TV Globo: No ano de 1978, o Paulistano da Glória vence o "1º Concurso Nacional de Sambas-Enredo", com "Epopeia da Glória", composto por Geraldo Filme, talvez um dos maiores compositores de samba do país. Já em 79 o concurso é vencido novamente por São Paulo, dessa vez com a representação da Nenê de Vila Matilde, com "Treze, Rei, Patuá". A década de 1970, mais uma vez marcou com a chegada da Sociedade Rosas de Ouro, escola do bairro da Vila Brasilândia, que nos anos 80 se firmaria como uma potência. 

### Década de 1980
Na chegada dos anos 1980, a Mocidade Alegre vence com o enredo "Embaixada, Sonho de Bamba", um dos maiores sambas da história; vence as eliminatórias paulistas do Fantástico, e foi apresentado ao país todo. Nesse mesmo ano marca a primeira aparição de uma garota de 19 anos ao microfone de uma pequena escola de samba da Zona Leste, ela é Eliana de Lima, que puxa a escola Príncipe Negro da Vila Prudente. Mas não se deixem enganar, a primeira puxadora de samba em São Paulo foi Ivonete da Acadêmicos do Peruche, e logo após em 1977 aparece outra grande puxadora, Bernadete na Acadêmicos do Tatuapé. Em 1981 e 1982, a Vai-Vai, é campeã em uma disputa acirrada com a Nenê de Vila Matilde, que traz sambas épicos nesses dois anos "Axé, Sonho De Candeia" em 81 e "Palmares, Raiz da Liberdade" em 82, chegando ao vice-campeonato com este último, realizando um dos maiores desfiles da história. O ano de 1981 também marca a chegada de Dom Marcos, como puxador da Cabeções da Vila Prudente, e Royce do Cavaco, auxiliando Tunicão, na Rosas de Ouro.
O ano de 1983 é marcado pela vitória da Rosas de Ouro, num ano em que a chuva foi o fator marcante; a "Roseira", fez um desfile muito técnico na Tiradentes, com o enredo "Nostalgia", cantando São Paulo antiga. O presidente Eduardo Basílio, como estigma de sorte abandona enredos africanos e aposta na linha de fazer carnavais tipicamente paulistanos. Durante esse ano, a escola Flor de Vila Dalila, no seu primeiro ano traz o samba "Exaltação ao Criador", famosíssimo entre os sambistas da cidade, e graças a aceitação popular, conquistou um surpreendente 7º posto. E novamente a Nenê traz um samba que se torna um dos hinos do Carnaval de São Paulo. "Gosto é Gosto e Não Se Discute" foi aclamado pelo público e crítica, e ajudou a escola a emplacar mais um grande carnaval.
Em 1984, o que marca é novamente Rosas de Ouro, com o enredo que contava a história da Faculdade de Direito do Largo São Francisco em São Paulo, a escola chega ao bicampeonato. Talvez esse seja o ano mais disputado da história do samba paulistano, onde na disputa tranquilamente poderíamos ter 6 escolas brigando cabeça a cabeça pelo título (Rosas, Camisa, Nenê, Barroca, Mocidade e Vai-Vai), o que engrandeceu mais ainda essa conquista da Rosas de Ouro. Mas o samba em si, não teve grande aceitação popular, o samba mais cantado daquela noite foi o da União Independente da Vila Prudente, que trazia como tema Elis Regina. Outro fato que marcou o carnaval de 1984, foi a recém-chegada Águia de Ouro, com carros imensos, contando a história do Teatro, e com a promessa Royce do Cavaco, a escola foi muito aplaudida, a ponto de ser apontada até como favorita, mais pouco compreendida e sofrendo um claro boicote por ser uma novata caiu, o que até hoje é motivo de protesto lá pelas bandas da Pompeia.
O ano seguinte (1985), uma surpresa, a Secretária de Turismo, Anhembi e UESP, se unem junto as entidades que promovem a festa no Rio de Janeiro, e promulga: "O Vencedor do Carnaval Paulistano vai desfilar no Rio de Janeiro". A correria foi geral, o luxo tomou conta de todas as escolas, houve um esforço tremendo de todos, e a campeã foi a Nenê de Vila Matilde, acabando assim com uma fila que durava 15 anos sem título e se torna a primeira e única escola paulistana a desfilar na Sapucaí, e com muito mérito, pois até aquele ano a Nenê era a escola com mais títulos do carnaval de São Paulo, havia conquistado 10 até o momento. Mas naquela noite, talvez o que poucos saibam, é que a aclamada da noite foi a Barroca Zona Sul que com enredo "Chico Rei - O Esplendor de Uma Raça" fez na avenida o que a Vila Isabel faria só 3 anos depois com material rústico, palha, sisal e artesanatos diversos. O fator que tirou o título da escola foi o atraso no tempo de desfile, que tirou 6 pontos, e afastou a escola do primeiro lugar. Outra curiosidade foi a Unidos do Peruche, que tira Eliana de Lima da Barroca Zona Sul, e com o samba "Água Cristalina", conquista o Brasil e vence o concurso do Fantástico.
Em 1986, a campeã foi a Vai-Vai e surge ali Thobias da Vai-Vai. Talvez a notícia triste ficou por conta da cisão que as agremiações tiveram com a UESP, em uma briga entre Walter Guaríglio, Eduardo Basílio, Chiclé do Vai-Vai, Carlos Thobias e Seu Nenê, tudo inicializado, após um incidente onde o Jurado Júlio Medaglia, deu uma nota 9.2 ao Camisa Verde e Branco, o que fez seu presidente subir a mesa julgadora e rasgar todas as notas, após reuniões, uma delas que durou quase 4 horas no banheiro do Ginásio do Ibirapuera, declaração de todas escolas campeãs, e meses de incerteza e justiça comum, no decorrer do ano surge a Liga Independente das Escolas de Samba de São Paulo, muda-se o nome do desfile principal, que passa a se chamar Grupo Especial. 
A maior prejudicada na história foi a Nenê de Vila Matilde, que acreditando que a cisão seria passageira, e como principal fundadora da UESP, fica na entidade, e perde muita força entre as grandes, ficando para segundo plano.
A partir de 1987, a organização das Escolas de Samba passou a ser feita nos moldes atuais, com a fundação da Liga Independente das Escolas de Samba de São Paulo – LigaSP, que de certa forma, substituiu a UESP sem extingui-la, uma vez que a representação das agremiações tornou-se bipartite: as Escolas do Grupo Especial e do Grupo de Acesso (respectivamente a primeira e a segunda divisão) eram representadas pela LigaSP acima aludida; e as Escolas dos grupos inferiores, bem como os blocos pela UESP, que deixou de representar todas as Escolas como fazia desde a sua fundação. Em 1990, a Prefeita Luiza Erundina sancionou a Lei nº 10.831, que, de acordo com sua emenda "socializa o Carnaval da Cidade de São Paulo, revoga a Lei n° 7.100/67, e dá outras providências". Esta lei acomete à Prefeitura, por meio do artigo 3 °C/c artigo 2°, II, a responsabilidade de organizar o Carnaval, por meio da Anhembi S/A.
Em 1987, fica marcada a safra genial de sambas, e o aparecimento de agremiações como Acadêmicos do Tucuruvi e Colorado do Brás (que chegou em 1986), a disputa mais uma vez é grande, Unidos do Peruche aparece com um jeito novo de evoluir (o jeito que hoje se evolui), larga a mão do "ziguezague", traz alegorias e fantasias fora do padrão paulistano, graças ao intercâmbio que o presidente Walter Guaríglio fazia constantemente ao Rio de Janeiro. Camisa Verde e Branco com a ousadia do Mestre Divino , Mocidade Alegre chegou com o samba mais bonito do ano, cantado em primeira pessoa, "50 Anos de Comunicação - Moraes Sarmento" e o Vai-Vai e o Nenê de Vila Matilde sambaram muito e tiveram seus sambas aclamados pelo público e aceitos pela crítica. Mais a campeã no detalhe foi a Vai-Vai, graças a erros que tiraram o título do Camisa Verde e Branco, onde uma alegoria se quebrou em frente a cabine de julgamento de alegoria, e a escola passou grandes apuros no carro de som.
No ano do centenário da abolição, se estudou um tema único para todas as escolas, mais a ideia não foi para frente causando um alívio geral aos carnavalescos das escolas. Em 1988, ficou marcado o crescimento absurdo do Unidos do Peruche que traz para a passarela paulistana, o maior intérprete da história Jamelão. Outros fatos que marcaram muito foi o Colorado do Brás, que com o maior samba depois de "Narainã - A Alvorada dos Pássaros" do Camisa Verde em 77, vem sem alegorias, somente com seu abre-alas e alguns tripés, cantando "Quilombo Catopês do Milho Verde - De Escravo a Rei da Festa", Flor de Vila Dalila, que traz ao microfone Carlinhos de Pilares, o já consagrado intérprete carioca, Nenê de Vila Matilde traz naquele ano um dos sambas mais amados pela sua comunidade, "Zona Leste Somos Nós" falava sobre a região que a escola representa, região mais populosa e pobre da cidade, mas a escola teve mudanças, contratou Chuveiro no lugar de Armando da Mangueira, que na escola da Zona Leste estava desde 1979, tendo passagem entre 1968 até 1975, onde foi para a Unidos do Peruche reeditar a parceria que fazia com Jamelão na década de 1960. Camisa Verde e Branco, traz pela última vez, "Dona Sinhá", que muito doente faz questão de desfilar pela escola, a escola é a primeira a trazer alegorias iluminadas à "Luz Neon" em São Paulo. Com o enredo "Boa Noite São Paulo - Um Convite Para Amar", a escola belisca um tri-vice. O samba-enredo do Rosas de Ouro, puxado por Royce do Cavaco, vira um clássico, eternizado em transmissões esportivas (por meio do refrão Pra frente é que se toca a bola. E a bola rola trazendo emoção…). Barroca que retornava trouxe "Novamente" do carnavalesco carioca consagrado Edson Machado e Pé Rachado pela ultima vez pisou na Avenida Tiradentes. Já o troféu vai para o Vai-Vai, fazendo um desfile arrebatador, e perfeito com o tema "Amado Jorge - A História da Raça Brasileira"
Em 1989, houve mais uma vez um assombroso salto, mas não de todas escolas. A escola Unidos do Peruche vinha há anos fazendo intercâmbios no Rio de Janeiro, crescendo desde 1985, em 1989 ela atinge o apogeu com "Os 7 Tronos dos Divinos Orixás", contando com ícones como Joãosinho Trinta, Laíla e Jamelão, a escola causa talvez o maior impacto que a Avenida Tiradentes já viu, com alegorias grandiosas, e uma qualidade sem igual em fantasia, o Peruche foi soberano a ponto de todas as escolas que vieram a seguir não passar de 278,00 pontos, de tão tamanha que foi a superioridade. Mas, mesmo vindo como franca favorita, o Peruche perde para um forte conjunto do Camisa Verde e Branco, que contou ainda com a ajuda de Dona Zica, torcedora da escola, que deu nota máxima apenas para a escola da Barra Funda, o que gerou grande polêmica na época. A outra surpresa da noite fica por conta da Leandro de Itaquera, que ao chegar do Grupo 1, traz Eliana de Lima e o enredo "Babalotim, a História dos Afoxés". O samba e a bateria do renomado Mestre Lagrila foram o ponto alto do desfile, e a interpretação da puxadora Eliana de Lima desse samba que é um primor de composição, considerado um dos melhores da história do carnaval.

### Década de 1990
A lei n°10.831/90 desencadeou a última mudança de endereço dos desfiles de Carnaval, que se deu em 1991,  quando passaram a ser realizados no Polo Cultural Grande Otelo, uma grande passarela de mais de quinhentos metros construída na Avenida Olavo Fontoura, e popularmente conhecido por Sambódromo do Anhembi. Este local, de propriedade da Anhembi S/A, sedia os desfiles desde então, e nele ainda são realizados diversos eventos das mais variadas naturezas.
O ano seguinte foi marcado pelo fator tempo, assim como em 1983, choveu quase a noite toda, e o que se viu, foram escolas do calibre de Nenê de Vila Matilde, passar um dos piores momentos da sua história, com problemas de bastidores: o carnavalesco Antônio Carlos brigou com componentes da escola dias antes do desfile e na hora de levar os carros alegóricos para a Av. Tiradentes, os Matildenses encontram duas carretas impedindo a saída das alegorias de seu próprio barracão; como resultado a escola fica em 8º lugar a 1 ponto do rebaixamento. Outros fatos marcantes foram o desfile plano (sem alegoria alguma) da escola GRES Pérola Negra, a chegada da Gaviões da Fiel e o primeiro empate da era moderna do nosso carnaval. O Camisa Verde e Branco que corria por fora acabou empatada com a escola de Eduardo Basílio (Rosas de Ouro) e as duas levaram o título.
Para 1991 ficou reservada a estreia do Sambódromo do Anhembi, com uma pista menor (cerca de 521m) e mais larga em relação a passarela antiga. Fica estipulado o tempo limite de 1h 10min para os desfiles, redução de 10 minutos do tempo limite anterior. Outra mudança foi o fim do quesito Letra do Samba, que assim juntava-se com melodia e se tornava Samba-Enredo. A estreia ficou por conta da Passo de Ouro, que em 1997 se fundiu com a X-9 Paulistana. 1991 foi marcado mais uma vez pelo salto em qualidade das escolas, e talvez a maior evolução daquela noite possa ser percebida nos desfiles de Nenê de Vila Matilde com Tito Arantes de carnavalesco e Leandro de Itaquera com Pedrinho Pinotti. Ambas escolas da Zona Leste vieram com alegorias grandes e bem acabadas, mas o azar ficou por conta da escola da Vila Matilde que pegou um verdadeiro "pé d'água" que prejudicou seu desfile. Já a Leandro teve sua melhor colocação no grupo especial até hoje, terminando em 4º lugar. As favoritas da noite eram Vai-Vai, Rosas de Ouro - que trazia o enredo "De Piloto de Fogão, a Chefe da Nação", homenageando as mulheres - e a escola Camisa Verde e Branco que trazia o tema "Combustível da Ilusão", alusão a Cerveja. O resultado foi um empate entre Camisa e Rosas novamente.
Para 1992 fica abolido o sistema de sorteio por qualificação. A Rosas de Ouro com o enredo Non Dvcor Dvco - Qual é a Minha Cara?, homenageando a cidade de São Paulo, fica com o título do campeonato, apesar de ter problemas nas notas. Escolas como Camisa Verde e Branco e Nenê de Vila Matilde reclamaram muito deste resultado, a ponto de Seu Nenê rasgar notas e o Camisa ir à justiça.
Em 1993 houve mudanças em relação a estrutura do Sambódromo: começam as obras nas arquibancadas A, os setores C,D e E passam por reformas, e a pista fica mais iluminada após a troca dos refletores. Vindas do grupo de acesso tivemos: Imperador do Ipiranga, que não participava desde 1988, e Acadêmicos do Tucuruvi. Não houve rebaixamento em 1992 graças aos problemas com as notas e a LIGA decide manter Colorado do Brás e Barroca Zona Sul. As trocas notáveis foram a saída de Osvaldinho na Nenê substituído por Renato na função de carnavalesco, a Gaviões da Fiel conta com Raul Diniz, e Pedrinho Pinotti sai do Leandro de Itaquera e vai para o Colorado do Brás. No microfone aparece Serginho K.T. na Imperador, Djalma Pires no Tucuruvi, Armando da Mangueira, Márcia Ynaiá e Dom Marcos no Nenê. O Barroca traz um grupo de pagode para o microfone, o grupo Arte Final. O ano fica marcado por diversos incidentes, o primeiro acontece no Imperador - com uma série de problemas no transporte dos carros até o Anhembi muitas alegorias desfilam com problemas, e a escola que deveria vir com 10 alegorias vem com 6. O Mocidade Alegre, que traz um argentino para o cargo de carnavalesco, cantando sobre o Líbano, também tem problemas, e a escola tenta afastar as grades que marcam o tamanho certo da avenida, causando briga entre os diretores de harmonia da escola com outros diretores das diversas escolas. Camisa Verde, Rosas e Vai-Vai novamente apontam como favoritas. Como resultado, um empate entre Vai-Vai e Camisa, rivais no passado, cantaram juntos no estacionamento do Anhembi.
Em 1994 ocorreu a notável saída de Thobias da Vai-Vai. Desde 1986 no microfone, ele briga com diretores da Escola e fica sem cargo para 1994. A chuva torrencial que caiu no Anhembi ocasionou inúmeros problemas a todas agremiações e mais de 70% das escolas tiveram descontos. Este carnaval contou também com Jurados VIP como Ronaldo Ésper e Pedro de Lara. Sobem para este ano duas estreantes: Unidos de São Miguel e Primeira da Aclimação, uma traz Gogó do Gato no microfone e Mestre Lagrila no comando da bateria, e a outra traz um conhecido das Eliminatórias mas desconhecido do público geral até então - Lello Garoto.
No começar dos desfiles tivemos a Unidos de São Miguel, uma escola da Zona Leste que nunca havia conseguido desfilar com as maiores da cidade, mas que faz uma boa estreia dentro das suas limitações técnicas. Ela foi seguida pela Primeira da Aclimação cantando sobre o Vinho. A Unidos do Peruche - fortemente afetada pela chuva - canta o enredo que contava a história da visita de Xangô ao Reino de Oyó, perde vários carros ao longo da passarela, estoura o tempo e perde 14 pontos. A Mocidade Alegre traz para a avenida o apelo pela junção dos povos latinos americanos, e também tem dificuldades, carros deixados na concentração e muitos problemas de harmonia. A Leandro de Itaquera canta sobre o Tietê, apresentada por Eliana de Lima. Tentando reeditar a apresentação de 1993, onde fez uma boa apresentação que lhe conquistou uma vaga no desfile das campeãs, a Acadêmicos do Tucuruvi vem com o enredo falando das Calçadas da Lapa. No entanto, seu abre-alas quebrou momentos antes de entrar na pista, a escola sofre na evolução, e acaba contando com apenas 2 carros desfilando (onde o previsto eram 7). A próxima era a Rosas de Ouro, cantando um samba em homenagem a cantora Angela Maria intitulado "Sapoti" Seu desfile foi marcado por alegorias incompletas, integrantes desfilando sem fantasia completa, a troca de ordem das alas e dois carros quebrados. A Camisa Verde e Branco traz o enredo falando sobre o sonho do povo em ser sempre jovem, e é mais uma escola que conta com alegorias quebradas. A polêmica maior fica por conta da Vai-Vai: a escola canta Inã-Gbé, perde 17 pontos por estouro de tempo e porque a comitiva da LIGA alega que a escola apresentou riscos ao público com os 3 pirofagistas que vinham a frente da comissão de frente soltando chamas. 
A 10º a ir para a pista é a Nenê de Vila Matilde, que não enfrentou chuva forte e se beneficiou por usar fantasias e alegorias sem plumas. A única falha foi não ter apresentado o enredo no tempo certo, perdendo 2 pontos. Ela é seguida pela Barroca Zona Sul, contando com um céu azul após uma noite de chuva a escola tem um revés triste e a Porta Bandeira 1 desfila sem pavilhão. Por último fechando a noite vem Gaviões da Fiel com o dia plenamente claro, a escola conta a história do Fumo ao longo dos tempos, traz um conjunto com belas fantasias e harmonia. Acaba sendo prejudicada por um jurado que deu nota 6 em harmonia e nota 7 em bateria, tirando a expectativa de título. Até hoje integrantes protestam muito e dizem que os verdadeiros campeões de 94 foram eles. A lição que se tirou de 94 foi grande, a primeira foi a construção de alegorias, que deixaram de ser construídas somente sobre os eixos, começou a se usar chassis para a estrutura. A 2ª foi o uso de materiais melhores e mais resistentes a água. A partir de 94, as punições começaram a ser pequenas, e foi revisto todo regulamento.
Em 1995, a Gaviões da Fiel Torcida ganha seu primeiro título com seu samba enredo "Coisa boa é pra sempre", que falava sobre a infância. A Gaviões da Fiel emocionou com o samba e o desfile, que é tido como um dos maiores da história do carnaval de São Paulo. Outra escola que emocionou a avenida foi a Nenê de Vila Matilde, que cantou "Eu Te Amo". O problema é que a escola entrou com muito tempo de atraso, pois a Liga disse ter tocado o alarme avisando que o desfile da escola havia começado, mas que os componentes não ouviram porque a bateria estava tocando alto demais.
Ao permanecer por cerca de 1/4 do tempo hábil de desfile esperando para entrar na avenida, a Nenê perdeu muito tempo, mas conseguiu terminar o desfile no tempo correto. A escola foi prejudicada pela correria e terminou só com um 6º lugar, mas com certeza brigaria com a Gaviões da Fiel pelo título daquele ano. Outro fato importante foi o surgimento de uma novata, X-9 Paulistana, que anos depois entraria para o grupo das grandes.
Em 1996 a Vai-Vai ganhava mais um título com "A rainha, a noite transforma", falando sobre a rainha da noite - Lilian Gonçalves. O título deste ano foi incontestável com uma grande apresentação da escola da Bela Vista. O outro fato importante do ano foi a queda do Camisa Verde e Branco, que assustou o mundo do samba. A escola teve problemas dentro e fora da avenida, e acabou sendo rebaixada juntamente com a Pérola Negra que veio com o enredo ”Navegar é preciso”. O destaque tragicômico foi para a Nenê, que tinha planos ambiciosos de entrar com a maior águia no abre-alas de todos os seus carnavais, mas as asas da ave (de 6 metros cada uma) não passaram pelo 1º arco do sambódromo, e a águia entrou na avenida sem asas.
1997 foi o ano da novata antes citada, estando só desde 95 no Grupo Especial a X-9 Paulistana, com "Amazônia, a dama do universo" ganhou seu primeiro título, título para alguns merecido e para outros contestável, pois aquele ano foi um ano de grandes desfiles por parte de duas das mais tradicionais escolas de São Paulo, Nenê e Vai-Vai. A escola da Zona Leste trouxe para a avenida "Narciso Negro" que é tido como um hino para os negros da cidade de São Paulo, e um dos grandes sambas da escola, mas ficou com o terceiro lugar. Falando sobre Minas Gerais e a Inconfidência Mineira, a Vai-Vai também sacudiu a avenida, e abocanhou um vice-campeonato.
O carnaval de 98 teve como grande vencedora a Vai-Vai, com "Banzai Vai-Vai", relativo aos 90 anos da Imigração Japonesa para o Brasil. É tido com o maior desfile da história da escola até o momento. O Camisa naquele ano voltava ao grupo das grandes, e falando sobre a Fotografia chegou ao 3º lugar, mostrando a força da escola da Barra Funda. A Mocidade Alegre veio com o enredo "Essas Maravilhosas Mulheres Ousadas" e um desfile ousado chegou ao 4º lugar. Já a Nenê mordida de 97, fez uma homenagem a Estação Primeira de Mangueira, a grande rival de sua madrinha Portela, no Rio de Janeiro. Com direito a bateria de um surdo só e velha-guarda da verde e rosa, a escola chegou ao vice-campeonato.
O carnaval de 99 foi o maior até então. Mas, no geral duas escolas se destacaram, Vai-Vai e Nenê novamente. A escola da Bela Vista cantou "Nostradamus" e com um desfile de forte impacto visual, conhecido como "o desfile das caveiras", a escola chegou ao título. A Nenê arrastou a arquibancada falando sobre seus 50 anos, e saiu como grande favorita, liderou a apuração, mas perdeu no quesito alegoria por causa de uma escultura quebrada, alem de um carro que ficou na concentração, o que lhe causou perdas de ponto em Enredo. A surpresa ficou por conta da Gaviões da Fiel, que acabou dividindo o título com a Saracura, e sobrou para a Nenê a terceira colocação.

### Década de 2000

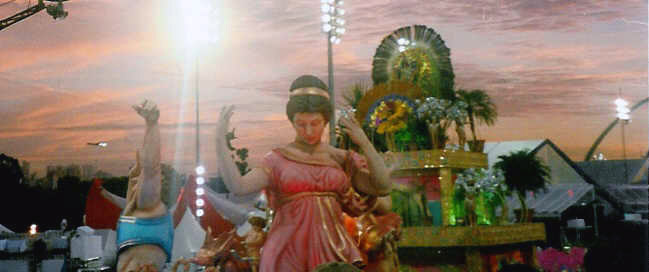
Carro abre-alas da Rosas de Ouro em 2005.

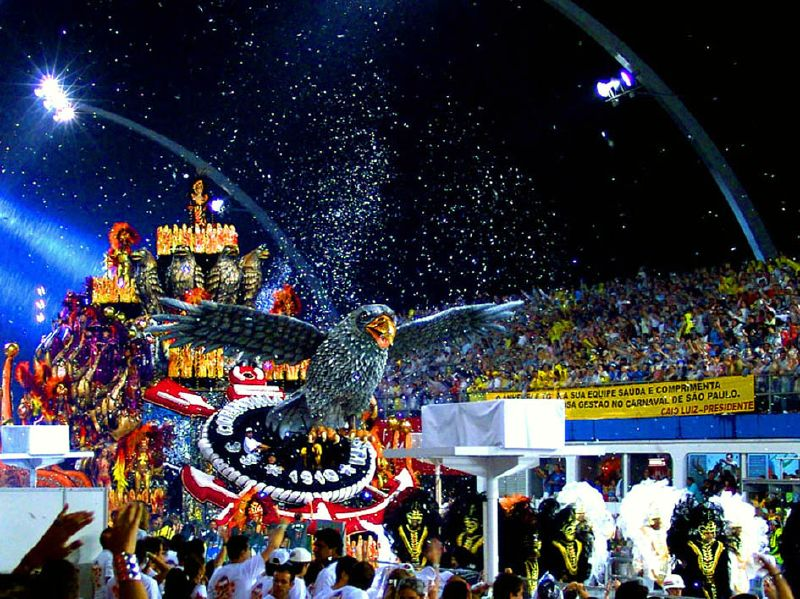
Carro abre-alas da escola de samba Gaviões da Fiel em 2005.

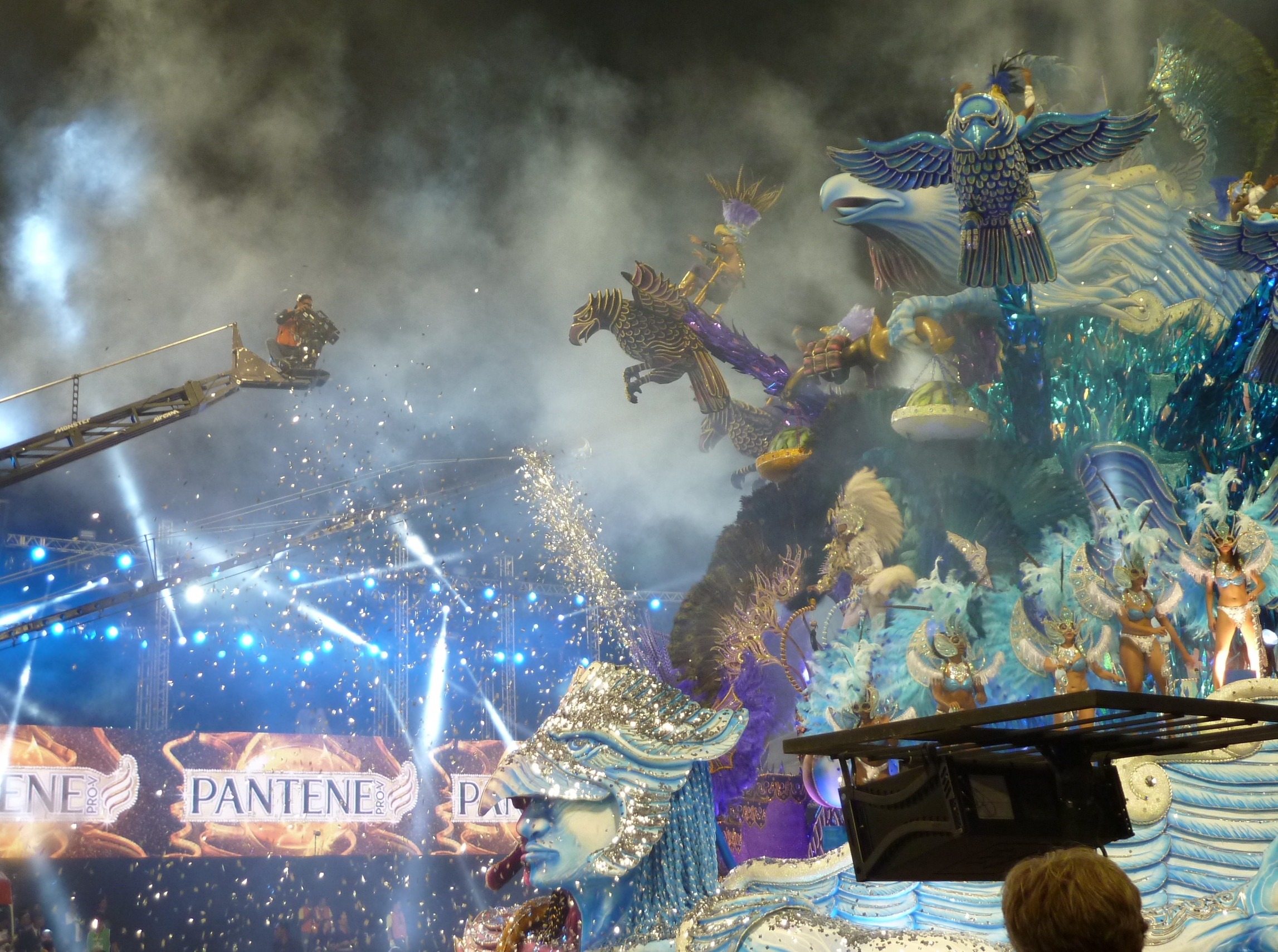
Desfile da escola de samba Nenê de Vila Matilde no sambódromo do Anhembi durante o carnaval de 2013.

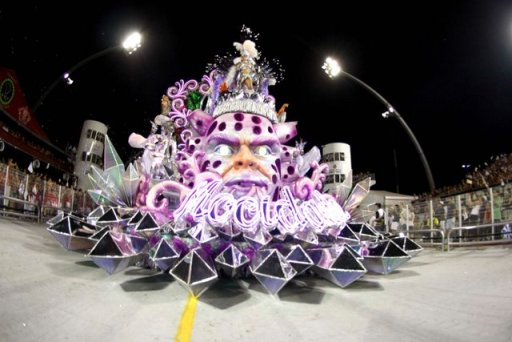
Carro abre-alas da Mocidade Alegre em 2010.

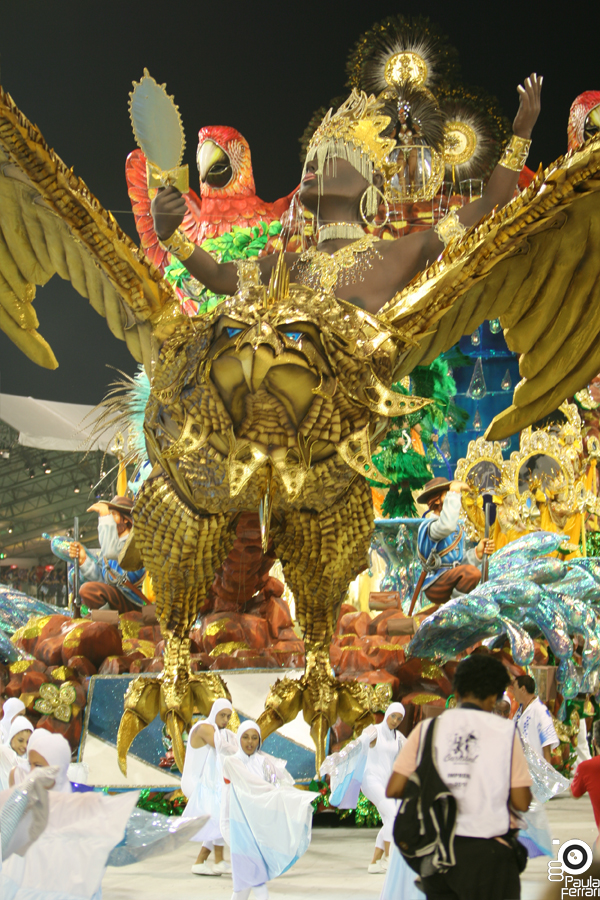
Carro abre-alas da Águia de Ouro em 2010, com a representação de uma águia, símbolo da escola.

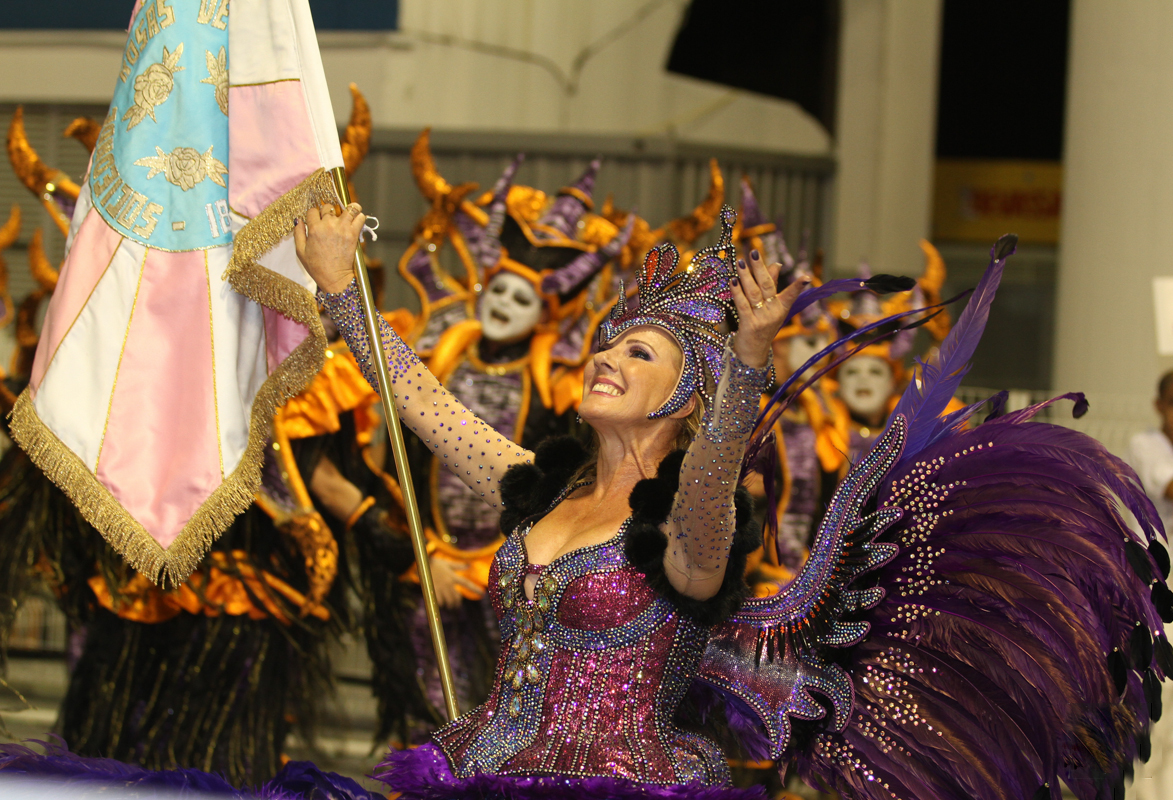
Porta-bandeira em desfile da Rosas de Ouro.

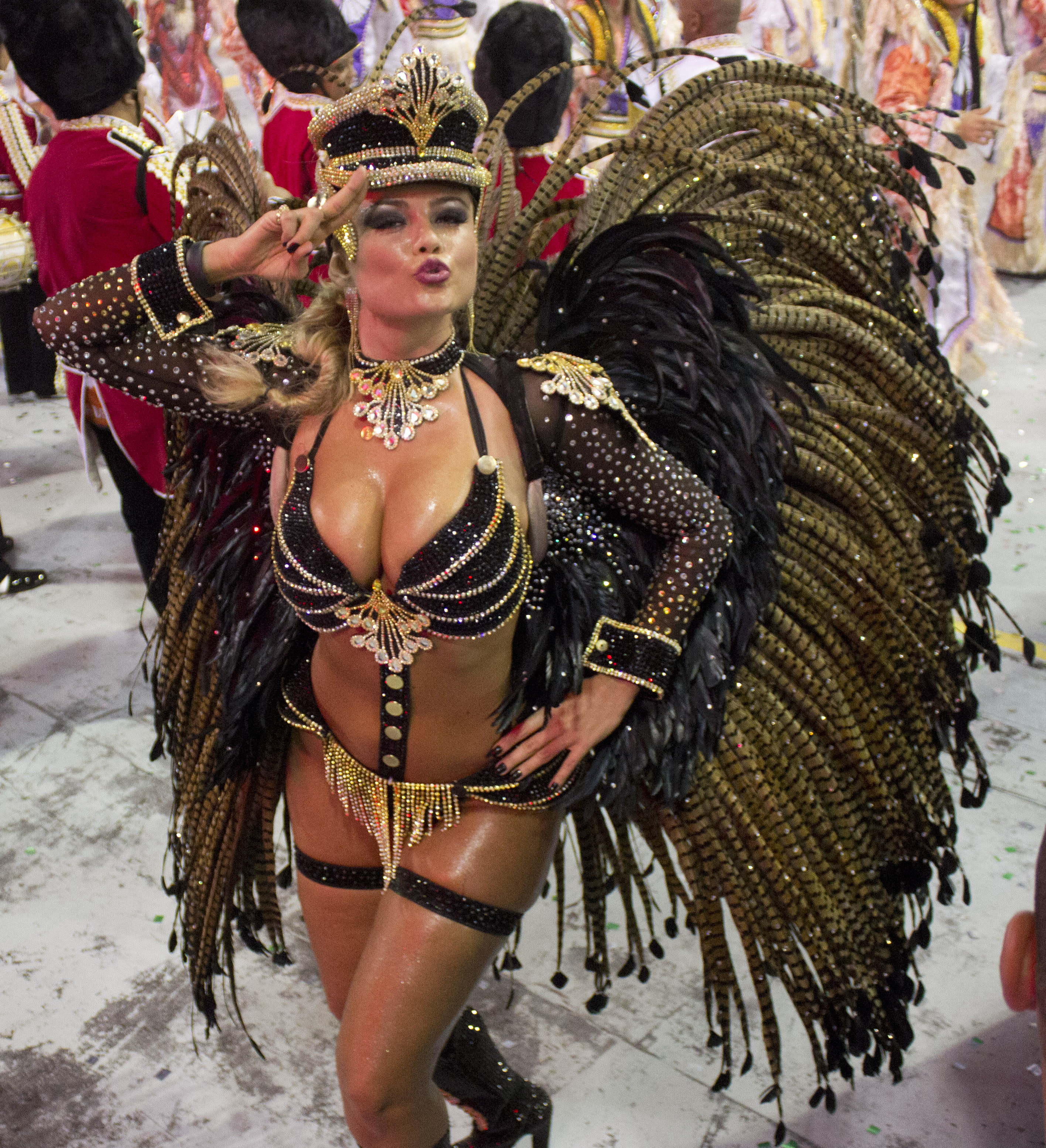
Ellen Rocche como Rainha de Bateria da Rosas de Ouro.

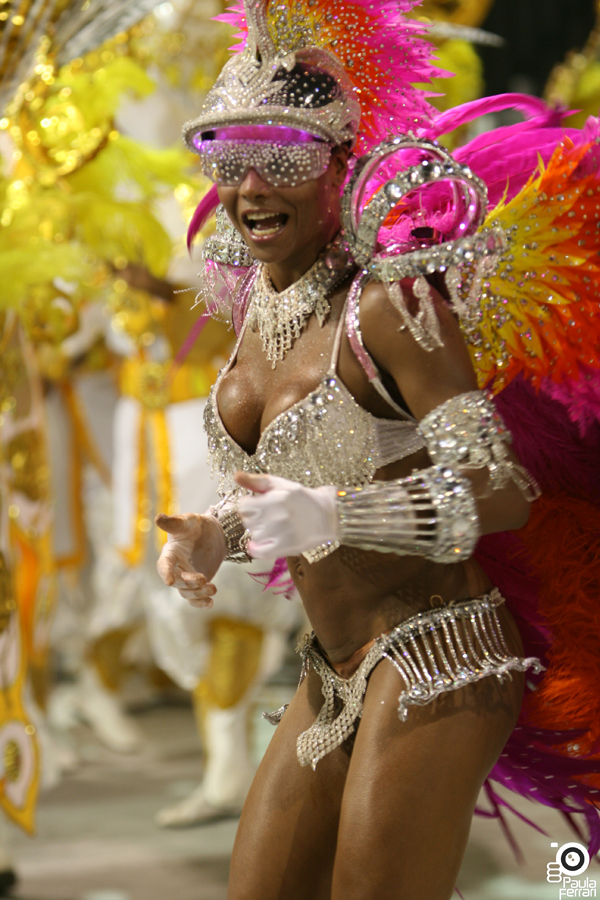
Adriana Bombom como Rainha de Bateria da Tom Maior.

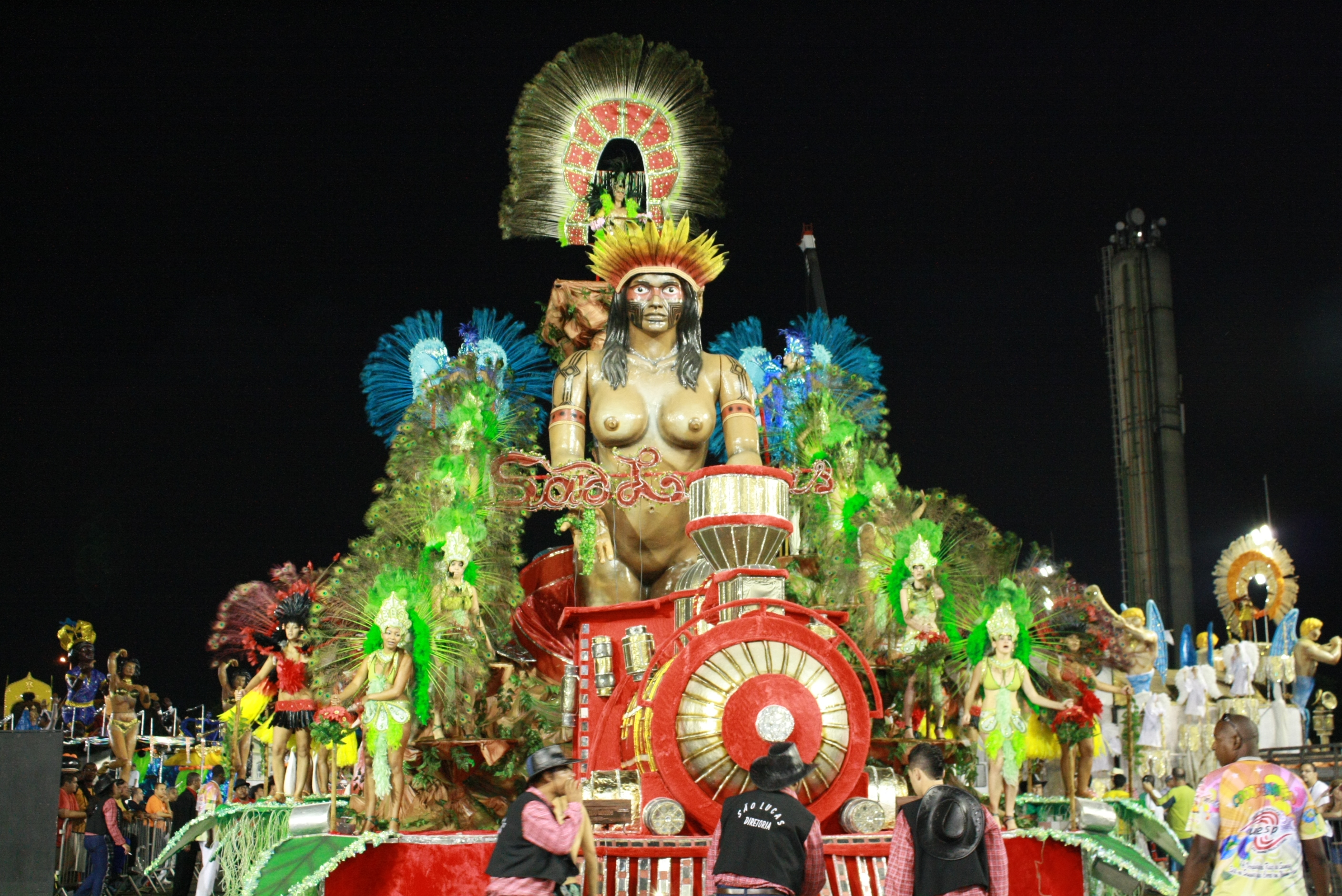
Desfile da Escola de Samba Unidos de São Lucas em 2010.

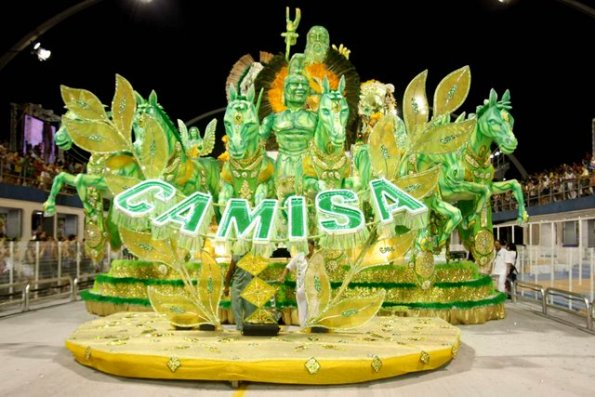
Carro alegórico Camisa Verde e Branco em 2010.

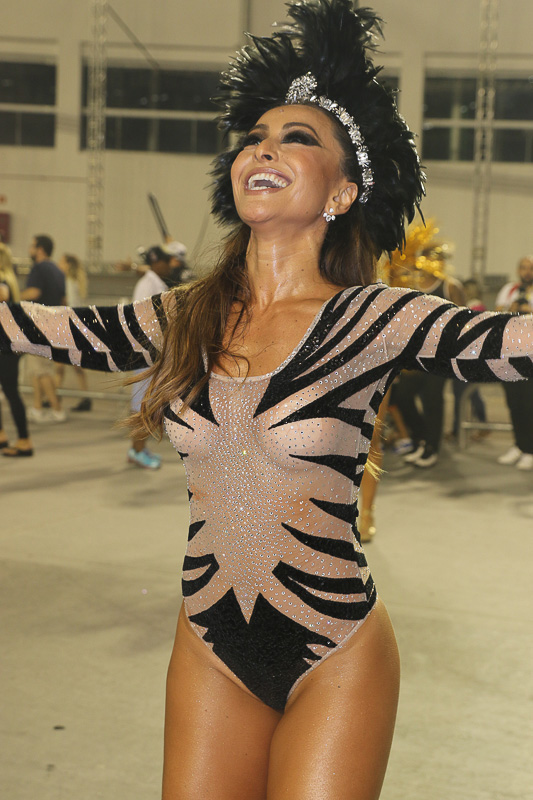
Sabrina Sato no ensaio técnico da Gaviões da Fiel.

No Carnaval de 2000, numa proposta inovadora até então: a história do Brasil foi dividida em 14 partes, e cada escola contaria uma parte. O Carnaval teve duas campeãs novamente: Vai-Vai (que ganhou o tri) com "Vai-Vai Brasil" relativa ao período de 1985-2000, e X-9 Paulistana com "Quem é você? Café", relativo ao período do ciclo do café. Num carnaval disputadíssimo, a Vai-Vai que encerrou os desfiles no segundo dia levantou o público e com um desfile perfeito levou o caneco mais uma vez. Já a X-9 fez um desfilo técnico, e tido como frio, mas chegou ao seu objetivo. Destaques daquele ano Gaviões da Fiel e Leandro. Esta última saiu como grande favorita fazendo um desfile surpreendente, o que despertou o sonho na comunidade da Zona Leste de ganhar o primeiro título tão esperado, mas a escola perdeu nos últimos quesitos, e a derrota ocasionou a saída da intérprete Eliane de Lima.
O Carnaval de 2001 foi até então o maior. Com duas campeãs, Vai-Vai (tetra) e o grande destaque do ano, a Nenê. Depois de 4 carnavais batendo na trave, a escola quebrou um jejum de 15 anos. A saracura falou de luz, e a Nenê cantou a participação do negro na história levantando a arquibancada no final do segundo dia de desfiles. Destaques do ano vão para Leandro de Itaquera, que levou uma serpente de mais de 100 metros para a avenida, o que prejudicou a evolução da escola, dando a ela só um 8º lugar, e Tucuruvi que fez um desfile aclamado pela critica, falando sobre o nosso carnaval, mas que teve problema com um carro ao final de desfile, que ficou no meio da passarela, tirando a possibilidade de chegar a um possível desfile das campeãs. Gaviões da Fiel e Rosas fizeram desfiles bem elogiados pela crítica, já a Mocidade apresentou um samba confuso e não agradou.
Em 2002, a Gaviões da Fiel venceu o Carnaval com o enredo "Xeque Mate", com o destaque para o Camisa, que ganhou o vice-campeonato com um enredo sobre o número 4, levando a festa para a Barra Funda. Nenê, Rosas e Leandro também foram bem elogiadas nesse ano. A X-9 perdeu 6 pontos por atraso no desfile, o que lhe custou o título, pois empatou em pontos com a Gaviões da Fiel, punição até hoje lamentada pela comunidade que se autoproclamou campeã e acrescentou mais uma estrela ao seu brasão. Retornava ao Grupo Especial um destaque dos anos seguintes, a Unidos de Vila Maria.
Em 2003, a Gaviões da Fiel venceu e conquistou o bicampeonato, com o enredo "As Cinco Deusas Encantadas na Corte do Rei Gavião", que falava sobre as cinco regiões brasileiras. Um dos destaques negativos para esse ano foi o empate entre a Águia de Ouro e a Império de Casa Verde, ambas ficaram empatadas em 11º lugar e seria necessário existir um critério desempate para definir qual das duas se juntaria à Barroca Zona Sul e Unidos do Peruche, já que naquele ano o regulamento previa o descenso de 3 escolas (o objetivo da Liga era ter apenas 12 escolas no grupo especial até 2005). Como não havia critérios de desempate definidos até então (o que fez com que os carnavais de 1999, 2000 e 2001 tivessem duas campeãs cada), foi decidido que apenas duas escolas cairiam. Alguns dias depois do resultado final mais uma reviravolta, após protestos da Unidos do Peruche, que tinha sido atingida por um incêndio em seu barracão dias antes do desfile, ficou decidido então que nenhuma escola cairia naquele carnaval, passando São Paulo ter 16 escolas de samba no grupo de elite. Mas o grande destaque do ano foi a Mocidade que fez um desfile que ajudou a reescrever a história da agremiação no carnaval paulistano. Falando sobre a água, a escola da Zona Norte levantou o público e levou o vice, depois de alguns anos de baixas colocações. A Leandro de Itaquera gerou polêmica ao trazer em uma jaula no abre-alas encenações de sexo. O Camisa Verde também foi destaque com um grande desfile que levou a arquibancada ao delírio.
Em 2004, uma surpresa, o Império de Casa Verde com seu enredo "O Novo Espelho de Narciso. Um Delírio Sobre os Heróis da Mitologia Paulistana", conquistava um expressivo terceiro lugar, a frente de escolas tradicionais e favoritas naquele ano, como a 4ª colocada Nenê e a 5ª colocada Rosas. A Gaviões da Fiel conseguiu um feito inédito: ser rebaixada após um bicampeonato, por causa de um dos episódios mais trágicos do carnaval paulistano, uma quebra assustadora de um carro. Vai-Vai também sofre um grande golpe e perde colocações, terminando numa 11ª colocação inexplicável. Quem venceu foi a Mocidade Alegre, falando sobre São Paulo (tema único), com o enredo "Do Além-mar à Terra da Garoa… Salve esta gente boa.", um dos desfiles tidos como o mais aclamado da história por público e crítica. Outro destaque foi a Imperador do Ipiranga, que teve um samba considerados um dos melhores do carnaval da São Paulo até então.
Em 2005, um ano de surpresas, o Império de Casa Verde com o enredo "Brasil: Se Deus é por nós, quem será contra nós", que falava sobre o fim do mundo mas com alguma esperança, deu para a escola seu primeiro e inesperado título do carnaval paulistano. Ganhou polêmica devido a uma "apologia ao crime", quando em um de seus carros tinha uma escultura do bicheiro e patrocinador da escola: Francisco Plumari Júnior, mas conhecido como Chico Ronda, falecido no ano anterior. Outra surpresa ficou por conta do Rosas de Ouro, que foi um dos grandes destaques daquele ano. Apresentando "Mar de Rosas", um dos grandes desfiles do carnaval da cidade, a escola amargou inexplicavelmente o 7º lugar. Vila Maria também foi destaque e surpresa com seu primeiro grande desfile no Grupo Especial. Mocidade emocionou mas não levou, falando sobre Clara Nunes. Outra surpresa ficou por conta da Nenê, que também apontada como favorita levou somente o 9º lugar, pior colocação da história da escola até o momento. Mas a maior surpresa veio da Bela Vista. O Vai-Vai que saiu como franca favorita ao título (ao lado do Rosas), falou sobre a imortalidade. A escola do Bixiga arrastou o público mas amargou um quinto lugar, o que causou revolta na sua comunidade, que se negou a desfilar nas campeãs. Os resultados desse ano causaram uma briga entre os presidentes de Império e Vai-Vai ao final da apuração. Rebaixadas as duas escolas da Zona Sul, Imperador do Ipiranga que teve uma carro quebrado e a Barroca que por uma falha de evolução prejudicou o belo desempenho no ano que lançou o mestre de bateria mais novo até então, Thiago Praxedes de 21 anos.
Em 2006, veio o bicampeonato do Império, com o enredo "Do Boi Místico ao Boi Real - De Garcia D'Ávila ao Nelore - O Boi que come capim - A Saga pecuária do Brasil para o Mundo". O título foi contestado por muitas agremiações e críticos, pois até erro de português no samba-enredo nota 30 foi encontrado. Vai-Vai novamente levanta a multidão e leva o vice com o enredo "São Vicente. Aqui começou o Brasil". Mocidade Alegre emociona, é favorita mas fica com o terceiro. O destaque da escola naquele ano foi a Rainha da Bateria Nani Moreira, famosa em todo o Brasil por suas performances, acabou sofrendo um acidente pirotécnico com sua fantasia que pegou fogo na avenida e teve queimaduras graves, mas continuou sambando até o final. Nenê que prometia alegorias grandiosas, teve problemas com peso e uma quebra sequencial de 4 carros levou a escola ao 11º lugar. Para diminuir o número de escolas para o ano seguinte, a Liga decide rebaixar 4 escolas, entre elas 3 grandes, Leandro, Camisa e Gaviões da Fiel, além de Acadêmicos do Tatuapé. A Leandro apresenta um samba tido como um dos melhores, mas faz um desfile médio, e num carnaval disputadíssimo acabou caindo. O tradicional Camisa, emociona o público falando sobre o vinho, mas leva um nota 8,5 de bateria, o que acaba rebaixando a escola. A Gaviões da Fiel é rebaixada novamente, e novamente em último lugar. A Mancha Verde desfilou sozinha no grupo de escolas de samba desportivas, sendo campeã e única no gênero pois a Gaviões da Fiel conseguiu na justiça o direito de se desligar de tal grupo e disputar o título com as outras agremiações, mas a escola alviverde faz um dos desfiles mais emocionantes da era sambódromo.
Em 2007, a bicampeã Império faz um desfile triunfal com o enredo "Glórias e Conquistas - A Força do Império está no salto do Tigre", apostando no luxo e gigantismo a escola é tida como favoritíssima ao título do ano, mas amargou um quinto lugar. A Unidos de Vila Maria conquista seu melhor resultado em toda sua história: um expressivo 2° lugar com o enredo "Vila Maria: Canta, Encanta com a minha história… Cubatão a rainha das serras". Com um desfile que emociona o público e conquista a crítica a Vila perde por pouco. O vencedor foi a Mocidade, com o enredo "Posso ser Inocente, Debochado e Irreverente… Afinal, Sou o Riso Dessa Gente", surpreendendo a maioria dos críticos. Um grande destaque deste ano foi a Águia de Ouro, que vinha apresentando bons desfiles anteriormente, mas chegou ao seu ápice em 2007. falando sobre artesanato, a escola da Pompeia levantou a arquibancada de um forma nunca vista na década de 2000, foi indicada como favorita pela crítica, e liderou boa parte da apuração, mas perdeu no quesito Evolução, e ficou com o 4º lugar.
Em 2008, a Vai-Vai vence pela décima terceira vez, com o enredo "Acorda Brasil! A saída é ter esperança". A agremiação da Bela Vista levou todo o público à loucura, que correspondeu fazendo uma emocionante e espontânea coreografia na arquibancada. Outra favorita era a Vila Maria, que como o Império no ano anterior apostou no gigantismo, trazendo o maior carro alegórico da história do carnaval brasileiro. Com muito luxo e um samba contagiante a Vila conquista o público, mas leva só o terceiro lugar com o enredo "Irashai-Mase, milênios de cultura e sabedoria no centenário da imigração japonesa". A Mocidade ganha o vice, retomando o enredo sobre a Cidade de São Paulo, e a Tom Maior tem seu melhor resultado, um 5º lugar, com o mesmo tema. Rosas de Ouro também leva o status de favorita, falando sobre perfume, com muito luxo e interação do público, a escola conquista um lugar nas campeãs.  A Gaviões da Fiel faz um péssimo desfile, considerado pelos críticos pior do que os de 2004 e 2006, mas levanta a arquibancada e se mantém no Grupo Especial. Águia de Ouro sofre com a quebra de um carro, e acaba sendo rebaixada. A esperada volta do Camisa decepciona, e a escola acaba rebaixada pela 3ª vez em sua história. Algumas escolas de samba se sentiram coagidas com o resultado inesperado gerado pelos descartes de notas na apuração, alegando que se não houvesse tal critério, o resultado de classificação seria diferente, e por esse motivo as escolas de samba Vai-Vai, Gaviões da Fiel, Império de Casa Verde, Pérola Negra, Mancha Verde, Imperador do Ipiranga, Unidos do Peruche, Dragões da Real e Camisa Verde e Branco se unem e criam uma entidade paralela a liga das escolas de samba de São Paulo, a Super-Liga.
Em 2009, a Mocidade vence com o enredo "Da chama da razão ao palco das emoções… sou a máquina, sou a vida… sou o coração pulsando forte na avenida", com luxo e raça a escola leva o caneco. A Vai-Vai foi com um tema atual "Mens sana et corpore sano - O Milênio da Superação", que falava sobre saúde e higiene, mas acabou em segundo. Rosas de Ouro e Gaviões da Fiel, conquistaram seus melhores resultados desde 2004. Mas os grandes destaques do ano foram Pérola Negra e Tom Maior, escolas que apresentaram sambas impecáveis, desfiles emocionantes e plasticamente perfeitos, mas acabaram em 9º e 11º lugar, respectivamente. O destaque negativo ficou por conta das tradicionais: O Camisa não conseguiu acesso para o Grupo Especial , A Unidos do Peruche amargou o último lugar e caiu. Mas o maior choque foi a queda de umas das maiores escolas de samba do carnaval brasileiro, a Nenê de Vila Matilde. A escola da Zona Leste sofreu com problemas internos como brigas com o carnavalesco, quebras de carros, inversão nas alas e falta de fantasias. Nem o melhor samba do ano "60 anos - coração guerreiro, a grande refazenda do samba"(que falava sobre os 60 anos da escola) e a bateria mais famosa de São Paulo, que tiraram as maiores notas , foram suficientes para segurar a escola, que disputou o carnaval 2010 no acesso, pela primeira vez em sua história.

### Década de 2010
Em 2010, A Rosas de Ouro se sagra campeã e conquista seu sétimo título, com o enredo "Cacau: um grão precioso que virou chocolate, e sem dúvida. se transformou no melhor presente!", terminando com a pontuação máxima (270 pontos). Uma grande polêmica se criou em torno do desfile da escola, envolvendo a agremiação, a Rede Globo e a marca de chocolates Cacau Show, graças a um suposto Merchandising que existiria no samba e no título do enredo da escola. Versos da música e o título do desfile foram trocados.
A Mocidade Alegre era favorita, ganhou o Troféu Nota 10 e ainda levantou as arquibancadas com o enredo sobre o espelho mas só ficou com o vice-campeonato. O Vai-Vai que fez um belo desfile já no amanhecer de sábado, conseguiu alegrar o público com seu enredo comemorativo aos seus 80 anos de fundação e também de Copas do Mundo, conseguindo a 3º colocação. Surpresa foi a Mancha Verde que com o enredo "Aos Mestres com Carinho! Mancha Verde Ensina Como Criar Identidade" fez um desfile tecnicamente perfeito, conseguiu, até então, a melhor colocação de sua história, um expressivo 4º lugar, ficando a frente da coirmã Gaviões das Fiel que ficou na 5º colocação, enaltecendo o centenário do Corinthians, trouxe em seu desfiles vários jogadores do clube e até a estrela Ronaldo. Um episódio desagradável acorreu durante a apuração quando integrantes da escola não gostaram de algumas notas baixas dadas e começaram uma confusão onde a apuração teve que ser paralisada por alguns minutos.
A Acadêmicos do Tucuruvi surpreendeu, fez o melhor desfile de sua história sendo cotada ao título, mas por notas baixas no quesito evolução a escola da Zona Norte acabou na 8º colocação com o enredo "São Luis do Maranhão - Um Universo de Encantos e Magias". Imperador do Ipiranga e Leandro de Itaquera foram rebaixadas. No Grupo de Acesso o favoritismo da Nenê de Vila Matilde se confirmou e a escola se sagrou campeã, voltando para o Grupo Especial junto com a Unidos do Peruche. Outras escolas se destacaram, como a Dragões da Real e o Camisa Verde e Branco. A grande surpresa da noite de domingo foi a Uirapuru da Mooca que fez um desfile sem glamour mas conquistou o sambódromo com um samba irreverente e a bateria ousada, falando sobre os Estados Unidos da América.
O primeiro dia do desfile do Grupo Especial das Escolas de Samba de São Paulo de 2011 foi marcado para iniciar as 23 horas e 15 minutos da sexta-feira, dia 4 de março de 2011. O desfile das escolas de samba do Grupo Especial de São Paulo de 2011, aconteceu nos dias 4 de março e 5 de março de 2011, marcando os 20 anos do Sambódromo do Anhembi na zona norte da capital paulista. Participaram 14 escolas de samba, desfilando da sexta para o sábado as escolas Unidos do Peruche, Tom Maior, Tucuruvi, Rosas de Ouro (campeã do ano anterior), Mancha Verde, Vai-Vai e Pérola Negra, e do sábado para o domingo as escolas Nenê de Vila Matilde, Águia de Ouro, Mocidade Alegre, Vila Maria, X-9 Paulistana, Gaviões da Fiel e Império de Casa Verde, na ordem. Vai-Vai, Pérola Negra, Gaviões da Fiel e Império de Casa Verde desfilaram com o dia claro. O carnaval foi marcado por alegorias gigantescas, fantasias luxuosas, sambas impactantes, enredos dos mais variados e o grande apoio do público, que lotou as arquibancadas e ovacionou as escolas de samba, Vai-Vai, Império de Casa Verde, Vila Maria e Nenê de Vila Matilde . A Vai-Vai realizou um dos mais emocionantes desfiles da história do Anhembi, levantando o público com a homenagem ao maestro João Carlos Martins, e saindo do sambódromo com gritos de "é campeã!". Nenê trouxe um enredo sobre o sal: "Salis Sapientiae - Uma história do mundo". Sendo a primeira a desfilar na segunda noite de Carnaval, abordando o descobrimento do sal, o sal na bíblia, o sal na culinária, as bodas de sal da escola e finalizando com uma grande homenagem a Seu Nenê, o fundador da escola da Zona Leste. Porem gravíssimos problemas nas alegorias, a troca de alas graças a um carro que atrapalhava a entrada da escola no Anhembi, complicou a escola, que caiu novamente pro acesso. Mocidade apresentou o enredo "Carrossel das Ilusões" a escola foi a terceira a desfilar no Anhembi. Como era de se esperar mais uma vez a agremiação inovou no mundo do Carnaval.Veio com um dos mais belos desfiles do ano, sendo colocado por muitos como o melhor, porém um dos carros da escola não suportou o peso e acabou quebrando antes mesmo de entrar na avenida ficando na 7º colocação, sua pior colocação desde 2002. A Tucuruvi anunciou que faria uma homenagem aos nordestinos em seu enredo, o que rendeu a agremiação ameaças por e-mail de extremistas. Apesar de criticada por alguns pelo enredo, a Tucuruvi apresentou um belíssimo carnaval na avenida, conseguindo um inédito Vice-campeonato, a mais alta colocação já obtida pela escola no carnaval, superando agremiações de peso como Mocidade Alegre e Rosas de Ouro, tendo ficado apenas 0,25 pontos atrás da campeã Vai-Vai, um resultado merecido para a escola até então considerada de médio porte. A Rosas veio com o enredo: "Abra-te Sésamo: a senha da sorte!", de Jorge Freitas, o qual a escola trouxe muito luxo nas fantasias e alegorias com o acabamento impecável, apesar de terem reciclado maior parte das fantasias do carnaval anterior. Pecou na comissão de frente ao trazer seu coreógrafo principal fantasiado de pombo que, na opinião do público, críticos e até dos membros da escola, foi de muito mau gosto ganhando quatro notas 9,75, além disso faltou coreografia aos participantes da comissão que gritávam a todo instante uns aos outros informando as posições que deveriam ficar fazendo com que os "bailarinos" deixassem de cantar o samba enredo e isso contou ponto negativo para a evolução que ganhou uma nota 9,5 e uma nota 9,75.A comissão não foi o principal motivo para a escola ter ficado em 8° lugar no grupo especial mas, esperava-se mais da escola que, pela expectativa dos amantes do carnaval, viria brigar pelo Bicampeonato.
(Imagens com respectivas descrições):Carro Em 2012 o carnaval foi novamente marcado pelo gigantismo e pelo luxo, destaque para Rosas que homenageou Roberto Justus e a Hungria conseguiu um vice campeonato, Vai Vai falou sobre as mulheres com uma comissão de frente com homens vestidos de mulheres ficou com o 3º lugar, o Camisa falou sobre o Amor e teve até casamento oficial na avenida do interprete Agnaldo Amaral em seu retorno ao Grupo Especial, a verde e branco teve a missão de abrir a folia de 2012. A tradicional agremiação da Barra Funda mostrou que estava preparada para garantir seu lugar no grupo de elite, porém, problemas em duas alegorias e em suas fantasias comprometeram o desfile tendo notas baixas em vários quesitos sendo assim ficando em 14° lugar caindo para o acesso novamente juntamente com a Perola Negra, a Mocidade com o enredo "Ojuobá - No Céu, os Olhos do Rei... Na Terra, a Morada dos Milagres... No Coração, Um Obá Muito Amado!" Levou para o sambódromo a mais importante obra de Jorge amado "Tenda dos Milagres", reconhecida no mundo inteiro. Aclamado pelo público e muito bem recebido pela comunidade, a Mocidade apresentou o maior desfile de sua trajetória, num dos carnavais mais "afros" da história da escola.Foi declarada a Campeã do Carnaval de 2012 após uma tumultuada apuração no dia 21/02 deste ano. A escola liderou a apuração até o último quesito quando um integrante da Império de Casa Verde invadiu a praça da organização, onde anunciavam as notas, e rasgou os envelopes contendo as notas dos dois últimos jurados do quesito Comissão de frente, ela foi a grande prejudicada em 2013 pois não recebeu a subvenção. Os diretores das escolas se reuniram com os diretores da Liga para decidir se seria dado ou não o título à Mocidade. Após mais de cinco horas foi decidido que a Mocidade é a campeã do Carnaval 2012.
Em 2013, a Águia homenageou o sambista João Nogueira com o enredo "Minha Missão. O Canto do Povo. João Nogueira" fez um desfile impecável, a Batucada da Pompéia mais uma vez foi destaque sendo a única bateria a conquistar a nota máxima (10,00) de todos os jurados, porem ultrapassou o tempo limite de desfile sendo penalizada em 1,1 ponto, ficando com o 3º lugar. Se não fosse essa penalização, teria sido campeã do Carnaval 2013 com 0,8 de folga para a então Bi Campeã Mocidade Alegre. A Rosas veio com o enredo: "Os Condutores da Alegria, Numa Fantástica Viagem aos Reinos da Folia". O tema falou sobre as festas folclóricas ao redor do mundo e fez uma grande viagem aos quatro cantos do planeta .O desfile foi impecável, tanto que ela foi apontada como uma das favoritas ao título. A escola liderou grande parte da apuração, mas notas baixas nos quesitos Mestre-Sala e Porta-Bandeira e Enredo fizeram com que a escola ficasse em 2º lugar, com o mesmo número de pontos da Mocidade Alegre, porém perdendo no Quesito de desempate, Enredo. Vai Vai veio falando do vinho porém amargou um 7º lugar, Tatuapé homenageou a Beth Carvalho que não pode desfilar devido a problemas de saúde mas a escola se manteve no Grupo de Elite, A Nenê abriu a 2ª noite dos desfiles e fez uma apresentação bonita e empolgante. Empatou em número de pontos com a Gaviões da Fiel e com a X-9 Paulistana. No desempate, ficou na frente das duas escolas, ficando assim com o 8º lugar, o que lhe garantiu a permanência no Grupo Especial. a Dragões da real falou de seu próprio símbolo, o Dragão, apresentando a figura em diversas mitologias, em filmes como "Coração de Dragão" e até no desenho animado Caverna do Dragão. O desfile foi considerado surpreendente pela crítica, superou a Império de Casa Verde no quesito de desempate, rendendo à Dragões a 4ª posição, melhor de sua história. Vila Maria e Mancha Verde fizeram um desfile técnico porém não agradou o jurados e foram rebaixadas.
Em 2014, a Mocidade foi novamente Campeã (Tri) falando da fé, mais uma vez inovou quando toda a escola se ajoelhou no refrão: "De joelhos eu vou cantar, tenho fé de verdade vou além, na Mocidade, o samba diz amém." A Rosas de Ouro fez uma viagem por instantes inesquecíveis que marcam a vida, a escola enfrentou uma chuva de granizo minutos antes do desfile o que prejudicou seu desfile e acabou fiando com o terceiro vice-campeonato seguido, a Águia de Ouro homenageou Dorival Caymmi, era uma das favoritas para levar o título e que para ela, seria inédito. Ao fim da apuração, conquistou pela segunda vez seguida o terceiro lugar muito comemorado pela comunidade. A Vai Vai abordou o cinquentenário da cidade de Paulínia. Embora a escola tenha sido elogiada por conseguir desenvolver a história da cidade do interior paulista na avenida, e tenha sido citada como possível candidata ao título, no dia da apuração, a Vai-Vai recebeu notas muito menores do que o esperado. Acabou com um 9º Lugar, sua pior colocação em 10 anos. A Dragões apresentou o enredo "Um Museu de Grandes Novidades", que abordava a cultura pop das décadas de 1970 e 80, fez um belíssimo desfile, com alegorias grandiosas, mas obteve o quinto lugar mesma pontuação que a Acadêmicos do Tucuruvi que no critério de desempate pecou em harmonia. A Leandro abriu os desfiles de sexta-feira do grupo especial com um enredo que abordou o futebol e a Copa do Mundo FIFA de 2014, a agremiação apresentou um samba enredo animado que contagiou o Anhembi porém, durante o seu desfile pegou uma forte tempestade de granizo, comprometendo  diversos quesitos como Evolução,  fantasia e bateria o que foi inevitável a sua queda para o grupo de acesso ficado na 14° colocação.
Em 2015, a Vai-Vai fez uma homenagem a uma das grandes cantoras da MPB, Elis Regina. Penúltima escola do segundo dia de desfiles do Grupo Especial, a escola realizou um desfile empolgante, e gerou uma catarse nas arquibancadas, com um samba-enredo contendo partes das músicas da Pimentinha. Após uma apuração tensa, a escola da Bela Vista ficou empatada com a Mocidade Alegre até o último quesito, quando superou em três décimos a concorrente. A Mocidade homenageou a atriz Marília Pêra. O título do enredo foi "Nos palcos da vida, uma vida no palco... Marília". Em um desfile belíssimo, considerado um dos mais luxuosos da história da escola, a agremiação entrou na passarela do samba como campeã, tendo em vista o luxo e o glamour das fantasias e das alegorias, entretanto, ficou com o segundo lugar, em uma disputa acirradíssima (quesito à quesito) com a Escola de Samba Vai-Vai. a Rosas de Ouro levou para a Avenida o enredo "Depois da Tempestade.....O Encanto!" contando as histórias dos contos de fadas que depois de encontrarem várias adversidades o final é sempre feliz, mesmo fazendo um desfile empolgante e motivada a quebrar essa sequência de vice-campeonatos, a agremiação perdeu pontos nos quesitos Samba-Enredo e Mestre-Sala e Porta-Bandeira, garantindo o 3º lugar, mais uma vez a Mancha Verde foi rebaixada falando do centenário do Palmeiras, a Tom Maior levou o enredo "Adrenalina" para a avenida, tendo como experiência a adrenalina da superação do imprevisto do desfile de 2014, quando o carro abre-alas da escola quebrou e foi conduzido por duas empilhadeiras até o fim do desfile. Mesmo trazendo um enredo instigante, a escola não empolgou e ficou em 14º lugar, Vila Maria falou da história dos diamantes e se manteve no grupo de Elite, a X-9 veio com o enredo "Sambando na chuva, num pé d'água ou na garoa, sou a X-9 numa boa" A ideia surgiu em uma frase do presidente André dos Santos durante uma reunião devido as dificuldades causadas por uma tempestade durante o desfile de 2014, a agremiação da Parada Inglesa veio motivada para fazer um grande desfile, porém perdeu pontos nos quesitos Samba-Enredo, Evolução e Fantasia, ficando em 11º lugar. A Dragões Da Real levou para a Avenida o enredo "Acredite Se Puder!" buscando o tão sonhado título. Mas acabou novamente na 5ª posição.

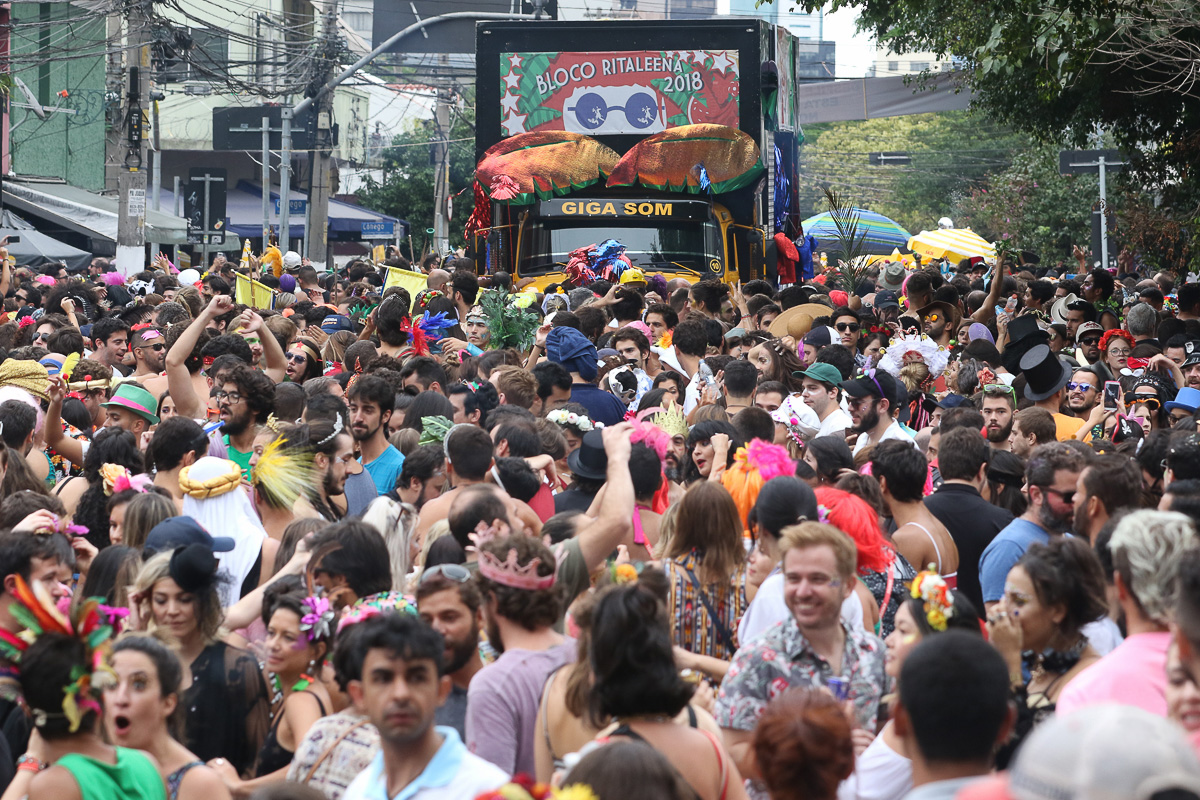
Bloco Ritaleena.

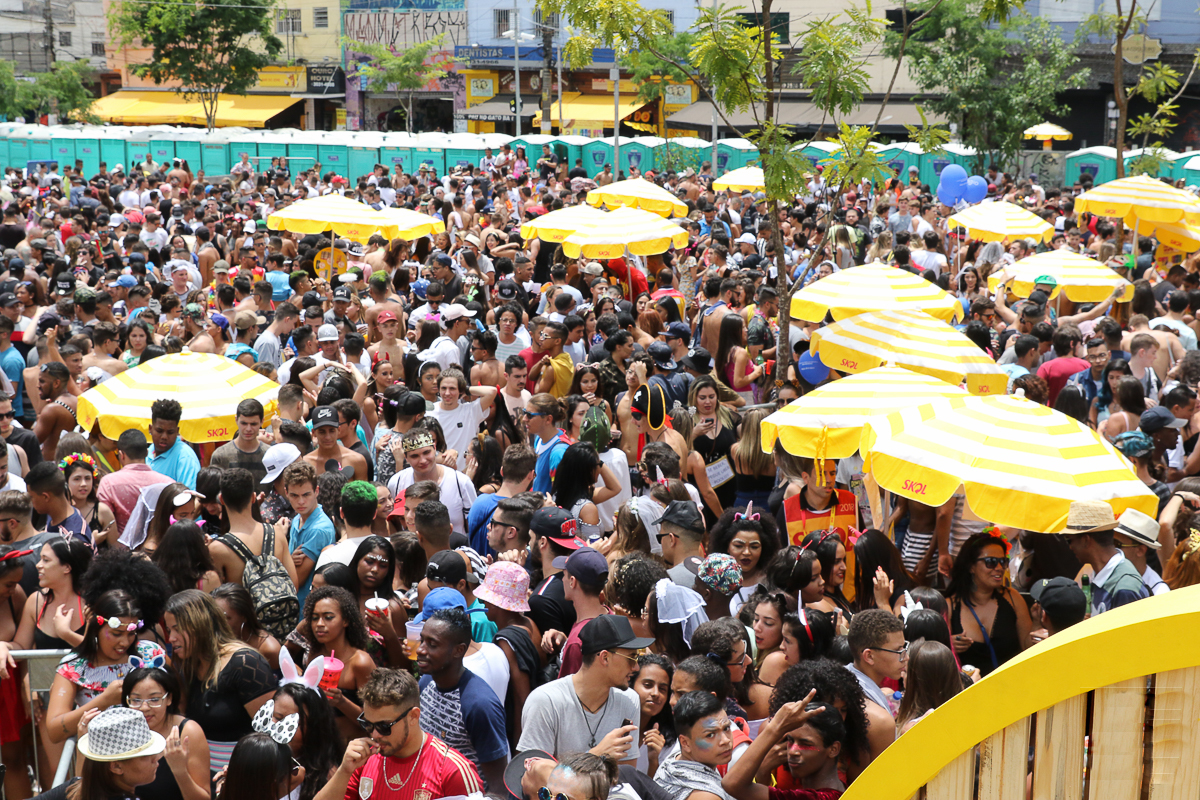
Bloco Casa Comigo.

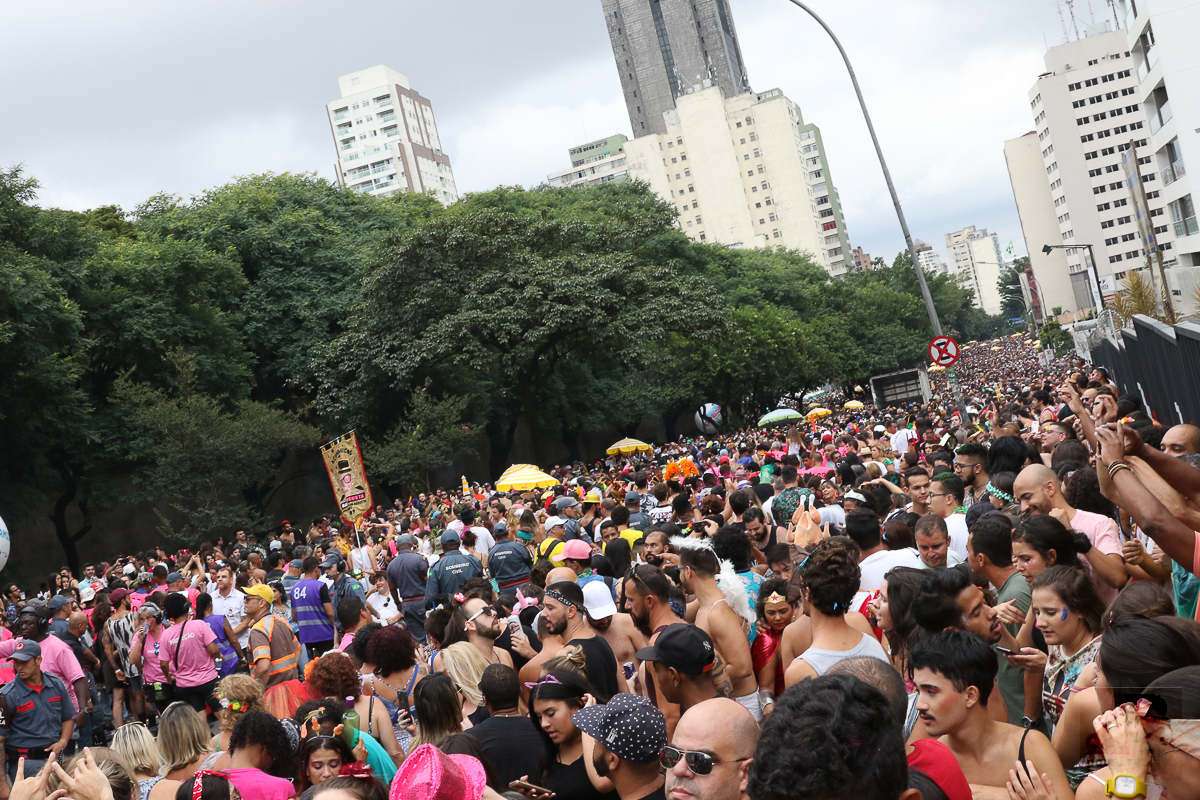
Bloco Acadêmicos do Baixo Augusta.

Em 2016, a vencedora, pela 3ª vez, foi a Império de Casa Verde, cujo enredo "Império dos Mistérios" falou sobre a fascinação de desvendar mistérios. O objetivo era trazer à avenida coisas para as quais o homem busca explicação, como civilizações antigas, a fé e a própria morte. A escola foi a segunda a desfilar no segundo dia do Grupo Especial e o desfile foi assinado pelo carnavalesco Jorge de Freitas, ex-Rosas de Ouro. À frente da bateria, Valeska Reis desfilou como rainha e Lívia Andrade como madrinha. Durante a leitura das notas no Palácio de Convenções do Anhembi, houve tumulto e a Império acabou não recebendo a nota do segundo jurado no quesito evolução. Seguindo as regras, a maior nota recebida pela escola no quesito teve de ser repetida. Em segundo lugar, a Acadêmicos do Tatuapé, que terminou com a mesma pontuação (269,1 pontos) da Mocidade Alegre, acabou vencendo nos critérios de desempate. Em quarto lugar, a grande campeã do ano anterior, Vai-vai, conquistou 268,8 pontos, e seu enredo, composto por Zeca do Cavaco, Zé Carlinhos, Ronaldinho FQ e Dodô Monteiro, falou sobre a França. O resultado final seguiu com Unidos de Vila Maria, que contou a história de Ilhabela, em quinto. A Dragões da Real, que também contou com tumulto na divulgação das notas, dessa vez no quesito harmonia, e ficou sem a nota do segundo jurado, conquistou o sexto lugar, enquanto a Gaviões da Fiel, cujo samba-enredo "É fantástico! Imagine, admire e sinta" falava sobre o que é fantástico, alcançou a sétima posição. Em 8º, ficou a Águia de Ouro, seguida da Nenê de Vila Matilde - que já foi 11 vezes campeã - e da Acadêmicos do Tucuruvi. Nos últimos lugares, ficaram a Rosas de Ouro, cujo desfile trouxe a tatuagem como destaque, e a Unidos do Peruche, que falou sobre os 100 anos do samba. A Pérola Negra e a X-9 Paulistana foram rebaixadas para o Grupo de Acesso.
Em 2017, a escola campeã, tendo como o tema desse ano uma homenagem ao país africano Zimbábue,  foi a Acadêmicos do Tatuapé, que apesar de terem empatado com a Dragões da Real em pontos totais (com 269,7 pontos) teve sua vitória garantida pelo seu melhor desempenho em samba-enredo, foi a primeira vitória da escola de samba da Zona Leste de São Paulo. Já o segundo lugar ficou com a Dragões da Real, trazendo como seu tema uma homenagem ao povo nordestino. Em terceiro lugar ficou a escola Vai-Vai, tendo como seu tema uma homenagem a"mãe" do Candomblé no Brasil. O quarto lugar, ficou para o Império que fez da paz seu tema para o desfile desse ano. Finalizando as escolas campeãs, temos a Rosas de Ouro com o quinto lugar, trazendo como seu tema o convívio.  Apesar da escola de Samba Águia de Ouro ter se destacado por  fazer homenagem aos cachorros e proteção a todos os bichos e não utilizar penas nem matérias de animais, teve pontuação baixa 268,2 pontos e foi rebaixada ao Grupo de Acesso. A Nenê da Vila Matilde demorou quase uma hora para entrar na pista, pois estava molhada, e acabou recebendo pontuação  baixa 268,1 pontos e também foi rebaixada ao Grupo de Acesso do Carnaval de São Paulo.

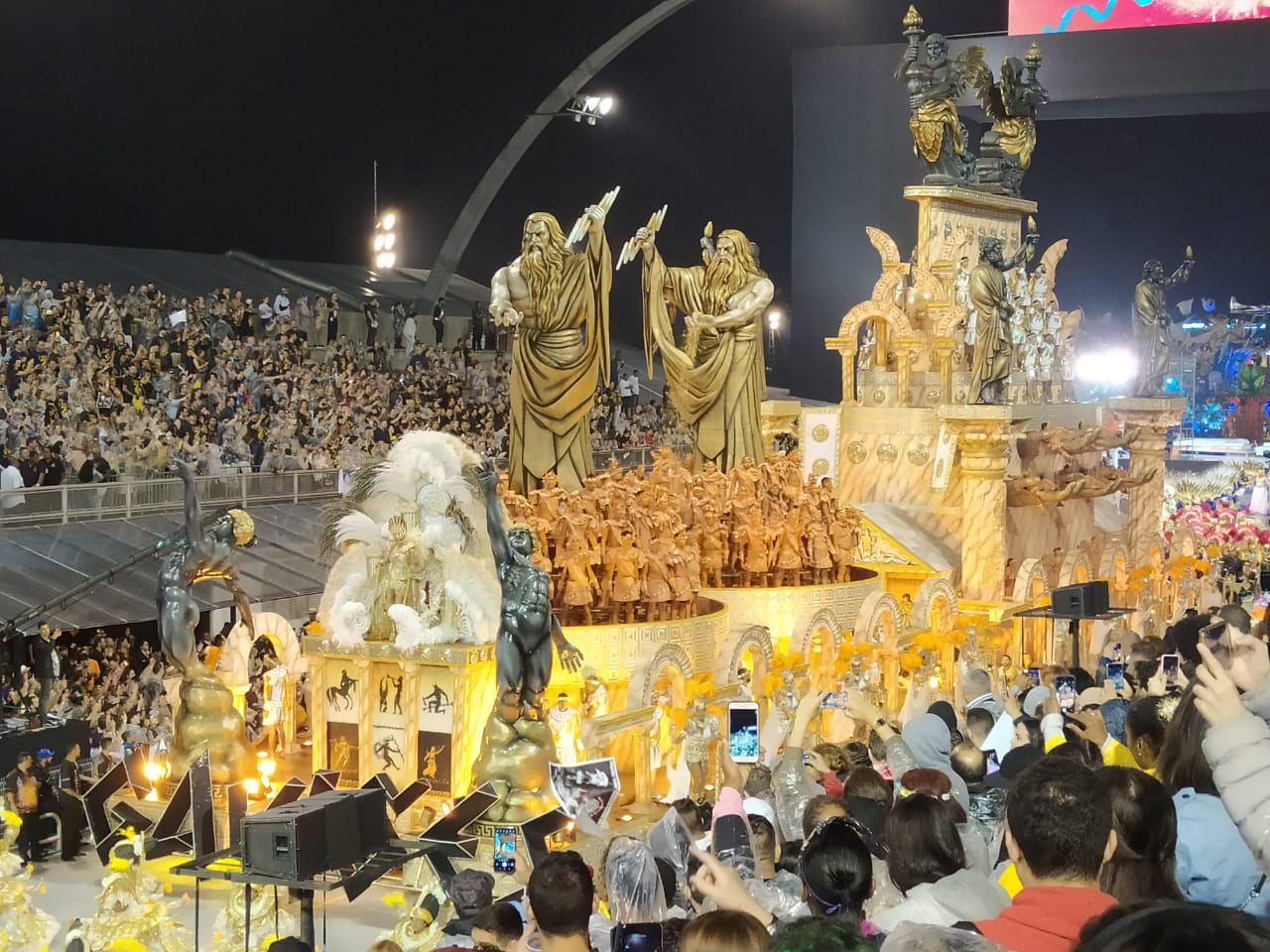
Carro abre-alas da Gaviões da Fiel de 2020, com a estreita do carnavalesco Paulo Barros (carnavalesco).

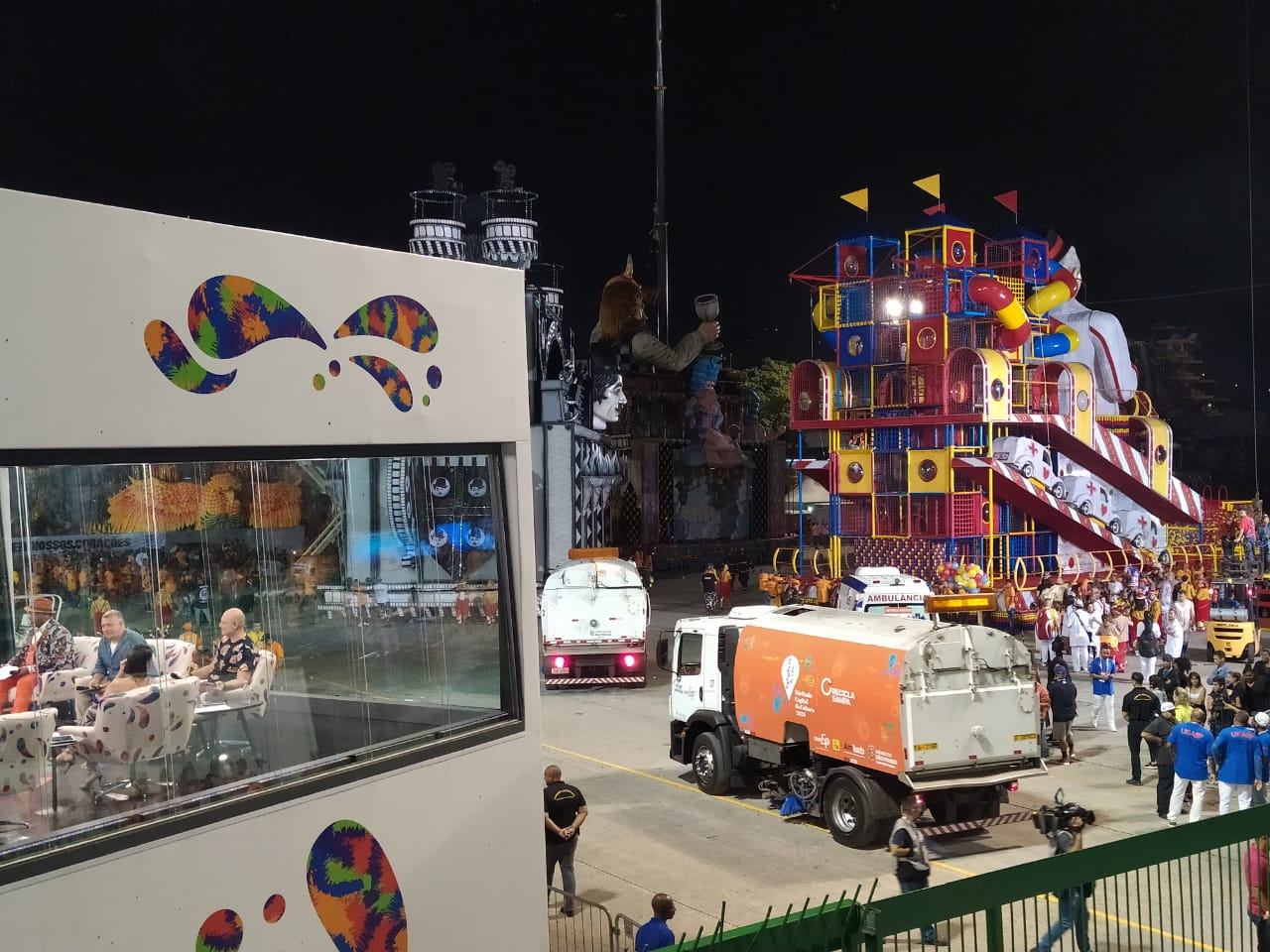
Um ângulo de vista da dispersão do Sambódromo do Anhembi.

Em 2018, a escola Acadêmicos do Tatuapé consolida sua ascensão e sagra-se bi-campeã do carnaval, com o enredo em homenagem ao estado do Maranhão, Maranhão: Os Tambores Vão Ecoar Na Terra da Encantaria, com 270 pontos (pontuação máxima). A escola da Zona Leste ganhou destaque após um vice e dois títulos, sendo que em 2010 a escola encontrava-se no Grupo I da UESP (terceira divisão de grupo do Carnaval de São Paulo). Após uma troca de gestão, o Acadêmicos do Tatuapé inicia sua trajetória que culmina nesses resultas. Esse ano ficou marcado por mais outras três escolas somaram 270 pontos, ficando o critério de desempate responsável por definir a ordem: Acadêmicos do Tatuapé, Mocidade Alegre, Mancha Verde e Tom Maior. Dragões da Real, com 269.9, completou o grupo das cinco primeiras colocadas, fazendo parte do Desfile das Campeãs. Foram rebaixadas a Unidos do Peruche (268.4) e Independente Tricolor (267.7). Águia De Ouro, também 270, e Colorado do Brás, com 269.9, foram as primeiras colocadas do Grupo de Acesso I, e retornaram ao grupo de elite do Carnaval de São Paulo. 
Desde o carnaval de 2019, a Rede Globo exibe apenas para o estado de São Paulo a apuração do carnaval paulistano, além do compacto das duas noites de desfiles, ambos pela própria emissora Rede Globo; entretanto, para o resto do Brasil (e mundo) não é exibido o compacto, além de não ser exibido, via emissora Rede Globo, a apuração, apenas sendo exibido (para o Brasil e Mundo), por: Globoplay, G1, inferindo assim que o carnaval paulistano seria menos importante a comparar com o carioca, já que a Rede Globo, exibe a apuração carioca para o Brasil inteiro, e Mundo a apuração do grupo especial do Rio de Janeiro, tanto na emissora Rede Globo, quanto no G1 e Globoplay.

## Escolas de Samba Desportivas
Antes de se falar em Escolas de Sambas Desportivas, teríamos que regressar nos anos 30 e 40, quando Bailes de Carnaval e Blocos oriundos de equipes de Futebol Amador e Profissional, desfilavam em caráter oficial pelos bairros da cidade, e até oficialmente pela prefeitura. Durante a Década de 1970 surgiram Entidades Carnavalescas que fariam muito sucesso no futuro, como a Gaviões da Fiel multicampeã desfilando pela categoria dos blocos em São Paulo, na mesma década surgiram a TUSP (Torcida Uniformizada do São Paulo), a TUP (Torcida Uniformizada do Palmeiras), que não acompanharam com muito sucesso, a força que a Gaviões já obtinha. No fim da década de 1980, como argumento, a Liga-SP presidida então por Leandro Alves (Seu Leandro (Atualmente presidente da Leandro de Itaquera)), decide dar uma chance para a Gaviões da Fiel se tornar escola. e em 1988 outorga o acesso direto por premiação, ou seja, a Gaviões por ser campeã desde sua fundação, perdendo apenas em um ano,se tornaria escola de samba e ganharia uma vaga no Grupo 1 (Hoje Grupo de Acesso), no Carnaval de 1989 a escola com apenas 1 ano de vida, ratifica sua força e sobe ao Grupo Especial para o Carnaval de 1990.
Em 1991 a Mancha Verde e a TUP (afastada do Carnaval), são convidadas a desfilar na Águia de Ouro, a torcida do Palmeiras então adere a escola, e assim começa a ajudar a entidade no crescimento em detrimento ao sucesso da Gaviões. A Mancha manipula uma tentativa de golpe em meados de 1993 na presidência da Águia, mais graças a uma manobra do então presidente Sidnei Carrioulo, a "Ala da Mancha" é expulsa e assim a ideia de ter uma escola própria amadurece. Em 1995 após a conquista do título da Gaviões, Paulo Serdan, então Presidente da Mancha Verde vai a público e anuncia a criação do Bloco Carnavalesco Mancha Verde. Porem o nascimento já é ameaçado com a dissolvência da Torcida Organizada, graças a Briga no Pacaembu na fatídica final da Supercopa de Futebol Júnior, a Gaviões conseguiu sua não extinção com uma ação na justiça, alegando que não poderia ser dissolvida pois não era mais um torcida, e sim um GRÊMIO RECREATIVO CULTURAL, a Mancha usou do mesmo artifício, não perdeu o então Bloco Carnavalesco, e assim desde 1995 venceu todos os grupos que passou, se tornou escola, quando em 2004 garantiu pela primeira vez a vaga no sonhado Grupo Especial.
A Malungos Independentes (Antiga Independente), começa a observar o sucesso das torcidas rivais, e arruma uma saída para voltar aos estádios, cria um bloco em 1997, e outorga sua refundação, começa como bloco na Vaga Pleiteante, até em 2003, quando já era escola uma semana antes do Carnaval, integrantes que estavam no Anhembi entram em conflitos com integrantes oriundos do bloco Pavilhão 9 que desfilava no Anhembi naquele dia, na fuga do crime, os integrantes passaram em frente a quadra da Mancha Verde, que fazia o ultimo ensaio daquele ano, matando um integrante, e ferindo mais dois. Num dos episódios mais tristes do Carnaval Brasileiro, a escola é expulsa do Carnaval Paulistano por tempo indeterminado. Porem nesse meio tempo surgiram varias entidades como a Torcida Jovem do Santos, TUP, Camisa 12 e Dragões da Real
Em 2004, a Mancha Verde tornou-se campeã do grupo de acesso paulistano, ascendendo para a divisão de elite do Carnaval, mas naquele ano, surpreendentemente, a atual campeã Gaviões da Fiel acabou rebaixada. O termo "escola de samba desportiva" surgiria definitivamente em 2006, quando, com o retorno da Gaviões da Fiel ao grupo principal, o regulamento previamente aprovado previa a criação do "Grupo Especial das Escolas de Samba Desportivas", que abrigaria todas as escolas desportivas que chegassem ao Grupo Especial. Elas então deveriam disputar uma competição em separado, num desfile à parte. Através de acordos e decisões judiciais, ambas as escolas participaram da competição principal em 2006 e 2007 (nesse último ano apenas a Mancha desfilou entre as grandes pois a Gaviões da Fiel novamente havia sido rebaixada). Ainda assim, a LigaSP não reconhece as colocações da Mancha entre as outras 14 escolas que participaram do desfile principal, colocando-a numa categoria à parte, onde competiu sozinha e foi declarada bicampeã. Para 2008, o Grupo das Esportivas foi oficialmente extinto.
Esses acontecimentos foram uma tentativa da LigaSP de excluir da competição as duas escolas ligadas a torcidas, por medo de que as brigas entre torcidas organizadas, muito comuns nos estádios de futebol, pudessem se espalhar pelo sambódromo e prejudicar o evento. Até hoje, no entanto, não se tem notícias de incidentes graves e as diretorias de Mancha e Gaviões da Fiel mantém um bom relacionamento. Dentre todas as escolas de samba esportivas, a Gaviões da Fiel foi campeã do Grupo Especial, tendo 4 títulos. Em 1995 a escola ganhou seu primeiro título com um samba enredo que, até hoje, é cantado pelos amantes do carnaval. Em 2019 a Mancha-Verde ganhou seu primeiro título e em 2022 se sagrou bicampeã do carnaval de São Paulo.
No ano de 2011, a Dragões da Real foi campeã do Grupo de Acesso e garantiu sua participação inédita no desfile do Grupo Especial de 2012, fazendo com que três escolas ligadas a times de futebol tivessem direito de desfilar na elite do carnaval paulistano. Em 2017, a Independente tricolor ficou em 2º Lugar no grupo de acesso, ganhando o direito de participar do Grupo Especial do carnaval paulistano em 2018, assim, tendo 4 escolas ligadas a times no grupo especial: Gaviões da Fiel, Mancha Verde, Dragões da Real e Independente Tricolor.

## Corte Real

### Rainha do Carnaval

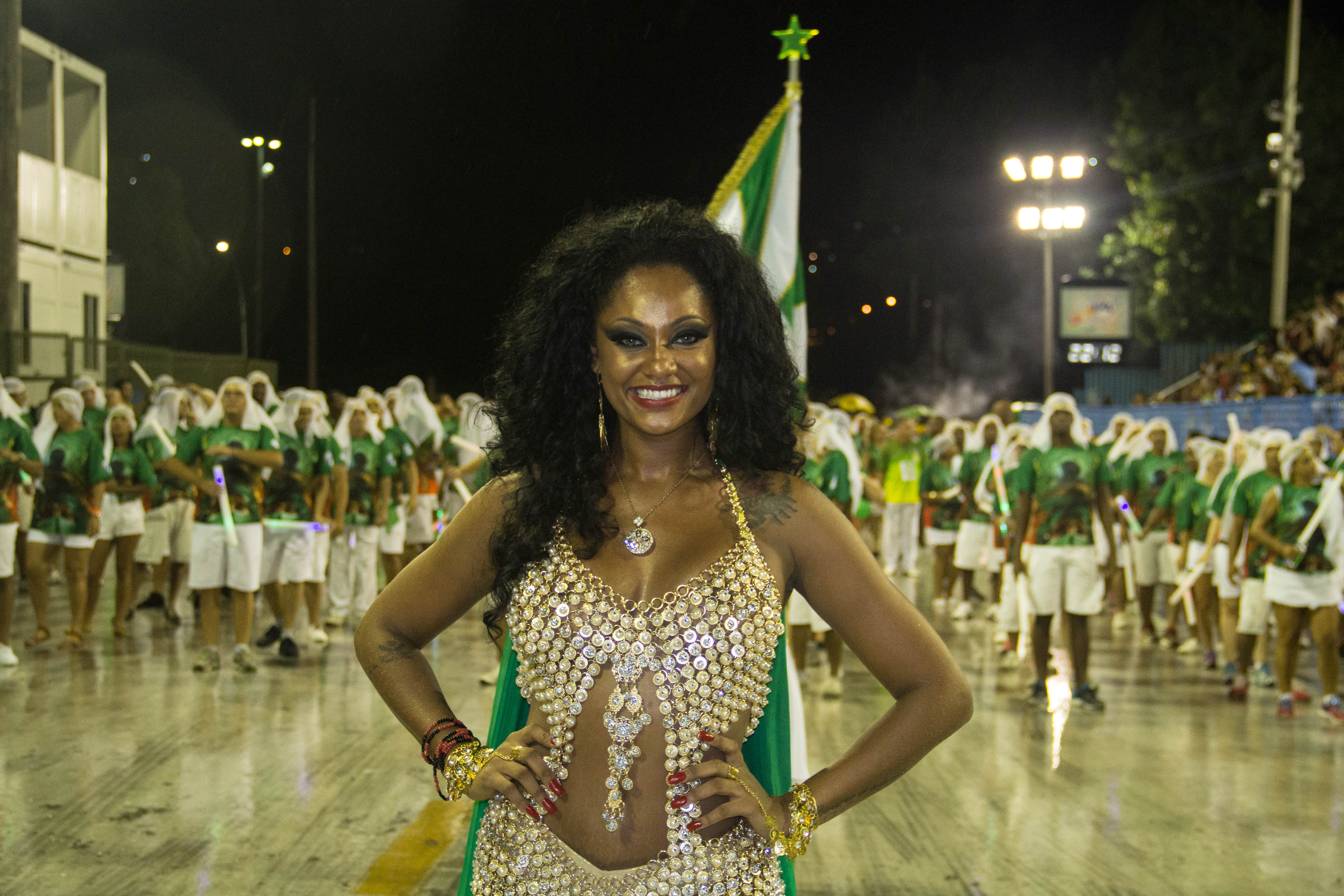
Camila Silva, a segunda rainha do carnaval paulista a ser rainha do carnaval carioca.

| Ano  | Rainha do Carnaval                         | 1ª Princesa                             | 2ª Princesa                                  | Ref.          |
| ---- | ------------------------------------------ | --------------------------------------- | -------------------------------------------- | ------------- |
| 2002 | Amanda Barbosa Nenê de Vila Matilde        | Adriana Alves Unidos de Vila Maria      | —                                            | [ 35 ]        |
| 2003 | Juliana Oliveira Gaviões da Fiel           | Cláudia dos Santos Nenê de Vila Matilde | Ana Beatriz Godoi Rosas de Ouro              | [ 36 ]        |
| 2004 | Juliana Oliveira Gaviões da Fiel           | Lylian Bragança Águia de Ouro           | Érica Moraes Camisa 12                       |               |
| 2005 | Magali Cruz Rosas                          | Débora Pires Acadêmicos do Tatuapé      | Camila Campos Flor de Liz da Zona Sul        | [ 37 ]        |
| 2006 | Elizabeth Almeida Vai-Vai                  | Michelly Wendy Ateliê Benassi           | Amanda Eliseu Camisa Verde e Branco          | [ 38 ]        |
| 2007 | Roberta Kelly Nenê de Vila Matilde         | Gizele de Oliveira Unidos do Peruche    | Mara Kelly Ateliê Benassi                    | [ 39 ]        |
| 2008 | Valeska Reis Unidos de Vila Maria          | Thais Palmares Águia de Ouro            | Renata Souza Camisa Verde e Branco           | [ 40 ]        |
| 2009 | Camila Silva Vai-Vai                       | Elaine de Abreu Rosas de Ouro           | Mara Kelly Unidos do Peruche                 | [ 41 ]        |
| 2010 | Déborah Caetano Nenê de Vila Matilde       | Beatriz Costa Águia de Ouro             | Cinthia Viana Peruche                        | [ 42 ]        |
| 2011 | Luana Campos Arco-Íris                     | Elaine de Abreu Rosas de Ouro           | Lanna Moraes Mocidade Alegre                 | [ 43 ]        |
| 2012 | Andreza Sobrinho Rosas                     | Cintia Cristina Império de Casa Verde   | Joyce Glaucia Camisa Verde e Branco          | [ 44 ]        |
| 2013 | Ariellen Dominiciano Camisa Verde e Branco | Kimberlyn Muriel Nenê de Vila Matilde   | Jéssica Cristine Leandro de Itaquera         | [ 45 ]        |
| 2014 | Cláudia Higino Vai-Vai                     | Mayara Santos Rosas de Ouro             | Michelle Tobias X-9 Paulistana               | [ 46 ]        |
| 2015 | Theba Pitylla Império de Casa Verde        | Katia Salles Pérola Negra               | Natacha Moura União da Vila Albertina        | [ 47 ]        |
| 2016 | Verônica Bolani Vai-Vai                    | Tarine Lopes X-9 Paulistana             | Daniela Silva Nenê de Vila Matilde           | [ 48 ] [ 49 ] |
| 2017 | Fernanda Catanoce Rosas de Ouro            | Mayra Barbosa Nenê de Vila Matilde      | Priscila Gonçalves Unidos do Peruche         | [ 50 ]        |
| 2018 | Gabriela Lélis Império de Casa Verde       | Kimberlyn Muriel Nenê de Vila Matilde   | Larissa Della Mônica Mocidade Unida da Mooca | [ 51 ]        |
| 2019 | Jéssica Bueno Camisa Verde e Branco        | Bruna Maia Vai-Vai                      | Acássia Nascimento Uirapuru da Mooca         | [ 52 ]        |
| 2020 | Mariana Pedro Independente Tricolor        | Mariana Vasconcelos Vai-Vai             | Daniela Orcisse Mocidade Unida da Mooca      |               |
| 2023 | Rhawane Izidoro Imperador do Ipiranga      | Nathany Piemonte Rosas de Ouro          | Madu Fraga Vai-Vai                           | [ 53 ]        |
| 2024 | Jennifer Weida Mocidade Unida da Mooca     | Bruna de Jesus Tom Maior                | Talita Soares Unidos do Peruche              | [ 54 ]        |

## Carnaval de Rua

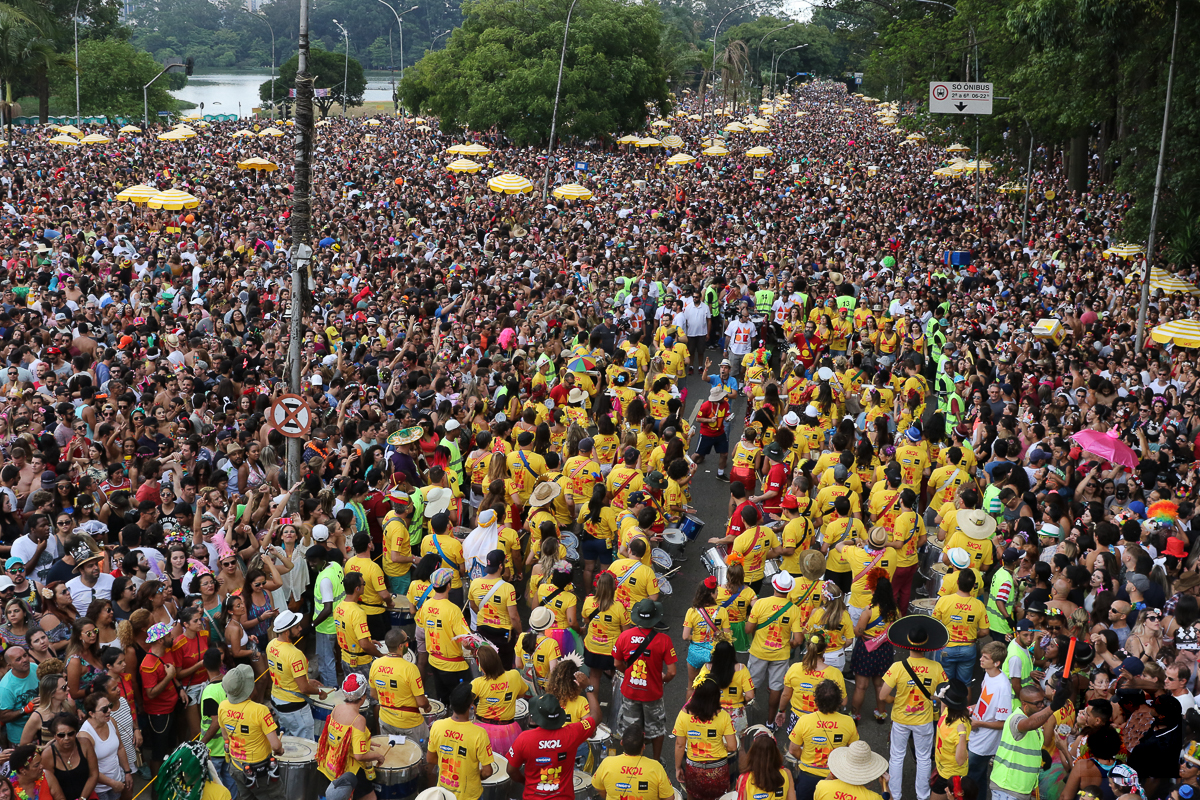
Monobloco em 2018.

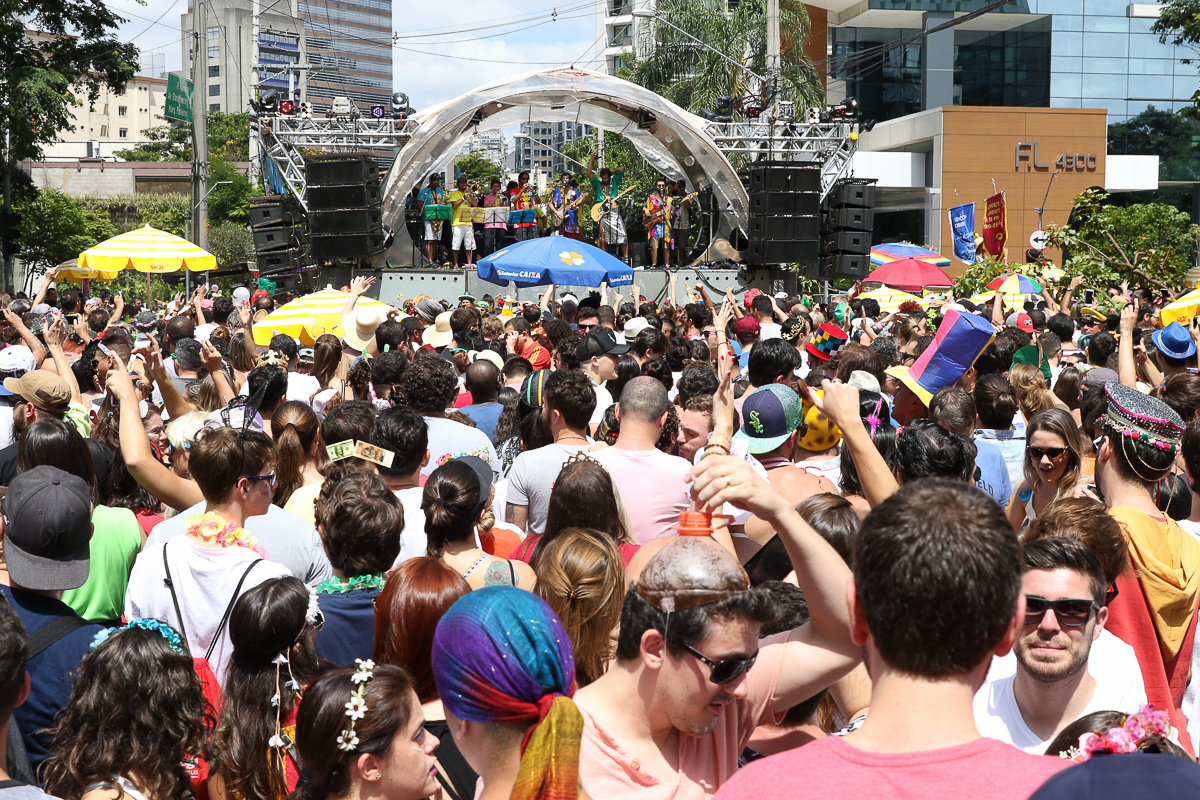
Bloco Sargento Pimenta.

O carnaval de rua é uma das mais antigas manifestações culturais de São Paulo, sendo que o registro mais antigo de sua realização data de uma ata da Câmara Municipal de 13 de fevereiro de 1604, quando ainda era chamado de Entrudo. Desde então foi realizado nas ruas paulistanas, apesar das autoridades provinciais tentarem proibi-lo em 1832
Por conta do entrudo consistir no arremesso de frutas e água de cheiro nos seus participantes, foi se tornando violento e proibido em São Paulo em 1832. Porém, as autoridades só conseguiram terminar com o entrudo ao participar da organização dos desfiles de carnaval em 1856, quando eles tomaram a forma parecida com a atual.
O carnaval de rua, ou blocos de rua, em São Paulo cada ano vem crescendo cada vez mais, trazendo com ele uma dimensão cultural, turística e simbólica enorme, além de importância histórica e artística. Esses tem se tornado tradição aos amantes do carnaval nos últimos anos.
É considerado carnaval de rua todo conjunto de manifestações carnavalescas voluntárias, sejam organizadas ou não, sem finalidade lucrativa e de cunho festivo, que ocorrem na forma de "blocos", "cordões", "bandas" ou semelhantes.Esses blocos são realizados na própria cidade de São Paulo, em circuitos urbanos notáveis, como grandes avenidas, ruas e praças, acompanhados de carros de som, bandas e com diversos instrumentos de percussão.  Possuem nomes bastantes característicos, trazendo trocadilhos e frases marcantes para agitar ainda mais esse clima de folia nessa época do ano, como por exemplo "Quem me viu Mentiu", "Meu Santo é Pop" entre outros. Não faltou opções de estilos e públicos nos blocos deste ano que conteve blocos com música eletrônica, sucessos dos anos 90, discursos políticos e feministas.
No ano de 2017, 391 blocos de carnaval desfilaram em São Paulo entre os dias 17/02 e 05/03, trazendo multidões às ruas para celebrar essa famosa época do ano.  Junto disso, mostram sua evolução como manifestação carnavalesca. Eles começaram com carrinhos com caixa de som puxados por amigos do bairro local, e agora criaram estrutura de empresa para receber patrocínio e assim fazerem festas na rua com trio elétrico, segurança e músicos profissionais. Há quem seguiu esse caminho apenas para oferecer uma estrutura melhor para uma festa em que cresceu. Em relação ao crescimento, em 2016, segundo pesquisa realizada pelo "Observatório de Turismo e Eventos da SPTuris", o total do público para o carnaval de rua, estima que a quantidade de turistas passou de 3% para 10% do público total da folia. A pesquisa também avalia a quantidade de paulistanos que hospedaram parentes e amigos de fora da cidade em suas casas no período do carnaval, sendo um aumento de 388% para aqueles que foram para curtir o carnaval de rua. Mas alguns blocos já pensam na folia como um negócio, tanto da parte organizacional do bloco em si como todos os ambulantes vendedores que não ficam de fora dessa. Um exemplo do crescimento deste tipo de carnaval foi pelo bloco "Tarado ni Você" com repertório de Caetano Veloso, que mostra a diversidade do estilo musical nesta festa, o crescimento deste bloco foi exponencial: de sete mil em 2014, pulou para cerca de vinte mil em 2015, quarenta mil em 2016 e em 2017 a estimativa dos fundadores é de que até setenta mil pessoas estiveram no bloco. P Apesar do créscimo dos blocos, muitos ainda resistem a esse crescimento e procuram manter sua base como pequenos blocos, denominados "bloquinhos", em que não visam lucrar ou crescer mas sim preservar algo mais íntimo, em busca do público "família", de poucos problemas ou apenas tentando manter a liberdade dos cortejos pelas ruelas de bairros.
Uma pesquisa feita pela São Paulo Turismo divulga que os bloquinhos obtiveram 200% de participantes a mais em relação ao ano de 2016.A grande marca de foliões trouxe consigo também grandes casos de furto. A Polícia registrou quase 2 mil casos de furtos e roubos de celulares nos blocos de SP, sendo os principais lugares o Centro de São Paulo e em Pinheiros.Para aqueles que pensavam que a folia não teria fim, houve diversas confusões e brigas pós bloco por conta da multidão continuar no local do mesmo após término. A polícia teve de utilizar bombas de efeito moral por conta da violação com o combinado de limite para o barulho e ocupação em áreas residencias, como no Centro de São Paulo.  
Os blocos ainda agitaram a grande cidade em seus transportes públicos, com a grande ocupação e até mesmo alternação de percurso. A Companhia de Engenharia de Tráfego (CET) tomou conta do monitoramento e fechamento dos itinerários e arredores dos blocos, impossibilitando o tráfego de automóveis e fazendo jus ao nome de "carnaval de rua". 
Com uma demanda grandíssima os blocos tiveram que ir em busca de patrocino, o que foi o caso do bloco “To de Bowie” , estabelecido no centro de São Paulo e reunindo mais de 40 mil participantes.
O caso mais evidente de patrocínio são as marcas de cervejas, que estão presentes em todos os blocos de rua, como retorno essas podem divulgar sua marca em abadas dos próprios blocos ou ate nos carros de som.
O bloco de carnaval mais famoso em São Paulo, em 2017, foi o Bloco Casa Comigo, localizado no Largo da Batata. Neste bloco, houve a presença de mais de 700 000 foliões, dentre o seu objetivo principal era o incentivo a todas as pessoas, independentemente de suas escolhas sexuais, terem o direito de dizer 'Casa comigo?'.Contudo, foi notável a quantidade de pessoas que usaram fantasias de casamento ou até mesmo, o famoso véu. 
A temporada de alegria e folia se encerrou com a cantora de axé Daniela Mercury, que levou o público de cerca de cinquenta mil foliões saírem da Rua da Consolação á Av. Paulista tirarem os pés do chão e caírem na curtição com trio elétrico no bloco da Pipoca da Rainha. A cantora cantou seus sucessos musicais e fez a alegria de paulistanos e turistas que se apaixonaram de vez pelo carnaval de rua da cidade. Apesar disso, como relatado acima, os furtos, brigas e confusões não ficaram de fora. Ponto negativo nisso e positivo para a ação "Apito Contra o Assédio" ocorrida durante o bloco, em que cerca de dezoito mil apitos foram distribuídos pelo patrocinador deste carnaval para que as mulheres reajam contra o assédio sexual.  